# Historia de las doctrinas políticas

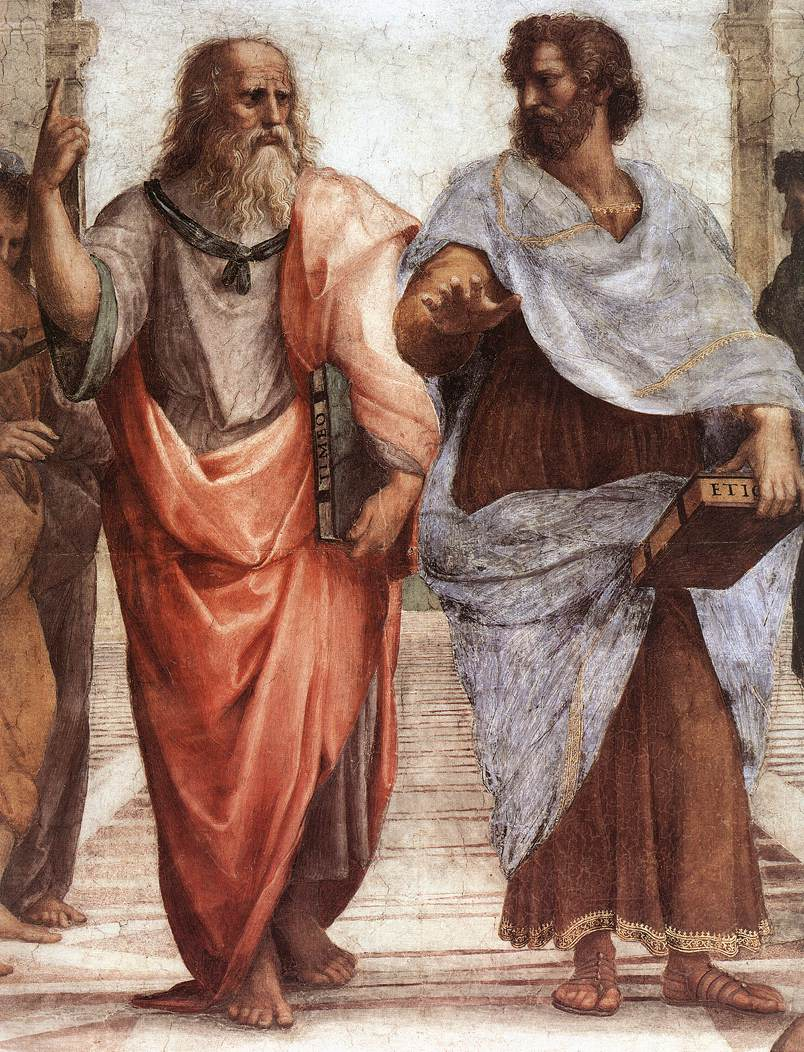
Platón y Aristóteles en el fresco de Rafael La escuela de Atenas.

Historia de las doctrinas políticas, historia de la teoría política, historia de las ideas políticas o historia del pensamiento político son expresiones utilizadas para denominar a una disciplina historiográfica confluyente con la parte de la historia de la filosofía que se refiere a la política (filosofía política). Se entiende, genéricamente, como parte de la historia de las ideas y, específicamente, como vertiente historiográfica de la politología o ciencia política, una de las ciencias sociales.

## Edades Antigua y Media
En la India antigua pueden encontrarse textos que reflexionan sobre la política desde el épico-mitológico Rig-veda (fines del II milenio a. C.) y el Canon Pali budista (c. siglo VI a. C.) Chanakia Pandit (c. 350-275 a. C.), el principal ministro del emperador Chandragupta Mauria, es considerado como uno de los primeros pensadores políticos y economistas; y de hecho se le denomina como el "Maquiavelo hindú". Con base en sus enseñanzas se escribió el Artha-shastra (siglo II a IV d. C.), uno de los primeros tratados de pensamiento político, economía y orden social. Discute en detalle las políticas fiscales y monetarias, la asistencia social, las relaciones internacionales y las estrategias bélicas, entre otros temas de ciencia política.
En la China antigua, el pensamiento de Confucio y de Lao-Tsé, así como de las escuelas de pensamiento que los continúan, es en gran parte una reflexión sobre la sociedad, el Estado y la naturaleza cíclica de su historia.
En la civilización occidental, la reflexión intelectual sobre la politeia u organización política se remonta a la Antigüedad clásica, al menos desde Heródoto (Historias), y principalmente con Platón (Politeia -traducido habitualmente como "La república"-) y Aristóteles (Política). La influencia posterior de estos textos fue inmensa.

Ni los ineducados y apartados de la verdad son jamás aptos para gobernar una ciudad, ni tampoco aquellos a los que se permite seguir estudiando hasta el fin; los unos, porque no tienen en la vida ningún objetivo particular, apuntando al cual deberían obrar en todo cuanto hiciesen durante su vida pública y privada, y los otros, porque, teniéndose por transportados en vida a las islas de los bienaventurados, no consentirán en actuar.
Platón, República, VII.

La autoridad y la obediencia no son sólo cosas necesarias, sino que son eminentemente útiles. Algunos seres, desde el momento en que nacen, están destinados, unos a obedecer, otros a mandar; aunque en grados muy diversos en ambos casos. La autoridad se enaltece y se mejora tanto cuanto lo hacen los seres que la ejercen o a quienes ella rige. La autoridad vale más en los hombres que en los animales, porque la perfección de la obra está siempre en razón directa de la perfección de los obreros, y una obra se realiza donde quiera que se hallan la autoridad y la obediencia. Estos dos elementos, la obediencia y la autoridad, se encuentran en todo conjunto formado de muchas cosas, que conspiren a un resultado común, aunque por otra parte estén separadas o juntas.
Aristóteles, Política, libro primero, capítulo II.

La diferencia entre las respectivas expresiones doctrinales del idealismo platónico y el realismo aristotélico se ha interpretado incluso como una consecuencia de la diferente condición sociopolítica de ambos filósofos (Platón, ateniense de noble familia; Aristóteles, meteco -extranjero sin derechos políticos-). Mientras que el fundador de la Academia despreciaba el sistema democrático ateniense en favor de una utopía elitista; el del Liceo, crítico con todas las utopías, lo encontraba como el menos malo.

En la democracia el ciudadano no está obligado a obedecer a cualquiera; o si obedece, es a condición de mandar él a su vez; y he aquí cómo en este sistema se concilia la libertad con la igualdad
Aristóteles, Política, VII, 1.

Otros textos griegos de importancia fueron la Oración fúnebre de Pericles (en realidad una recreación de Tucídides) o las dos Athenaion Politeia (traducidas habitualmente como "La constitución de los atenienses" o "La república de los atenienses"), una atribuida a Aristóteles o a su círculo (inédita hasta 1880, que no forma parte del Corpus Aristotelicum y que puede ser uno -quizá el modelo- de los ciento setenta trabajos de investigación que las fuentes antiguas atestiguan que realizó sobre las constituciones o modos de organización política de distintas polis griegas y otros estados) y otra a Jenofonte (que en realidad no puede ser su autor; a falta de otra atribución, se suele citar como la del Pseudo-Jenofonte); y la Lakedaimonion politeia ("La constitución de los lacedemonios" o "La república de los lacedemonios" o "de Esparta", esta sí de Jenofonte, que también desarrolla ideas políticas en otras de sus obras, especialmente en Ciropedia). A excepción del texto puesto en boca de Pericles, el pensamiento político griego no destacó precisamente por la defensa de la democracia ateniense, sino por planteamientos muy diferentes, tendentes al elitismo y críticos con la demagogia que se identificaba como un vicio consustancial a aquella.

Disfrutamos de un régimen político que no imita las leyes de los vecinos; más que imitadores de otros, en efecto, nosotros mismos servimos de modelo para algunos. En cuanto al nombre, puesto que la administración se ejerce en favor / está en manos [según se lea oikeîn o hékein] de la mayoría, y no de unos pocos, a este régimen se lo ha llamado democracia; respecto a las leyes, todos gozan de iguales derechos en la defensa de sus intereses particulares; en lo relativo a los honores, cualquiera que se distinga en algún aspecto puede acceder a los cargos públicos, pues se lo elige más por sus méritos que por su categoría social; y tampoco al que es pobre, por su parte, su oscura posición le impide prestar sus servicios a la patria, si es que tiene la posibilidad de hacerlo.
Tenemos por norma respetar la libertad, tanto en los asuntos públicos como en las rivalidades diarias de unos con otros, sin enojarnos con nuestro vecino cuando él actúa espontáneamente, ni exteriorizar nuestra molestia, pues ésta, aunque innocua, es ingrata de presenciar. Si bien en los asuntos privados somos indulgentes, en los públicos, en cambio, ante todo por un respetuoso temor, jamás obramos ilegalmente, sino que obedecemos a quienes les toca el turno de mandar, y acatamos las leyes, en particular las dictadas en favor de los que son víctimas de una injusticia, y las que, aunque no estén escritas, todos consideran vergonzoso infringir.
Tucídides Historia de la Guerra del Peloponeso, II, 35-46.

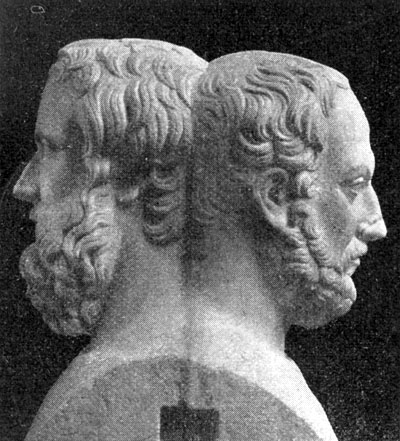
Heródoto y Tucídides.
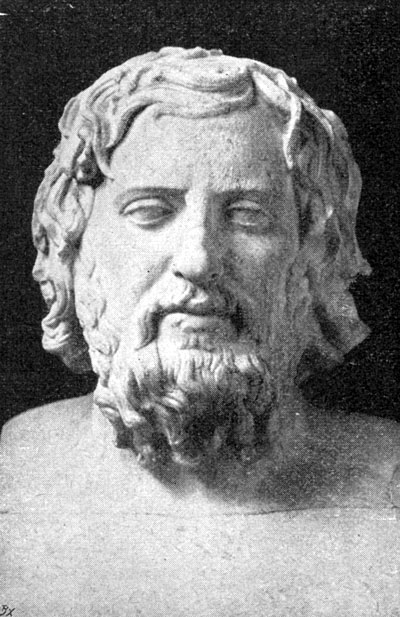
Jenofonte.

Ya en época romana, autores como Cicerón (De re publica), Tito Livio (Ab Urbe Condita), Séneca y Tácito (Historias, Anales) o los griegos Polibio (Historias) y Plutarco (Moralia), desarrollaron ideas políticas en sus obras. Notablemente, tuvo una gran trascendencia en el pensamiento político posterior el análisis de Polibio sobre la forma en que las distintas instituciones de la República romana se contrapesaban para establecer una forma de gobierno mixta entre las alternativas aristotélicas puras (monarquía, aristocracia y democracia) y sus corrupciones (tiranía, oligarquía y demagogia).

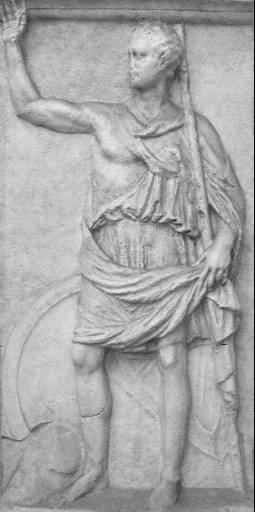
Polibio.
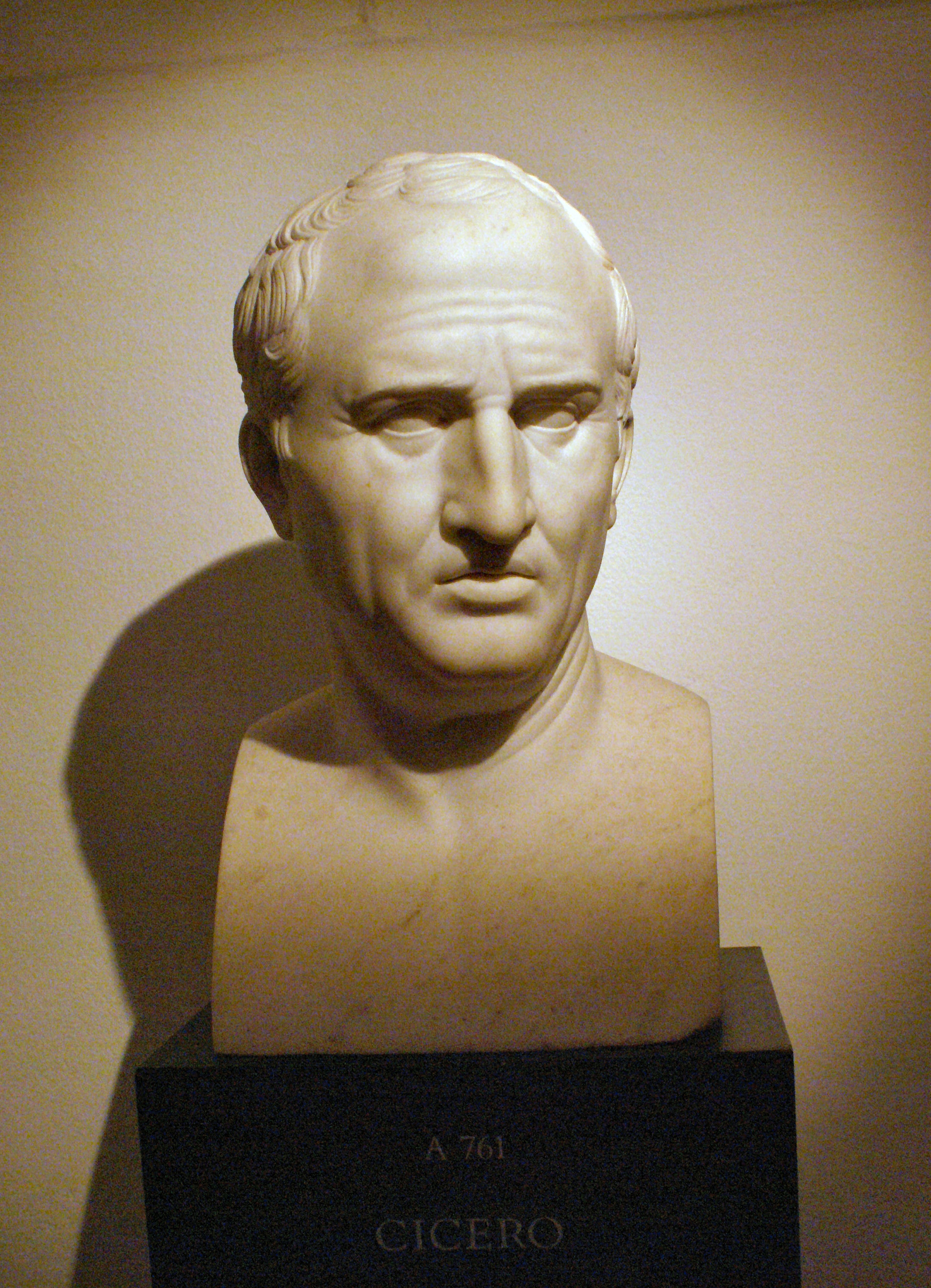
Cicerón.
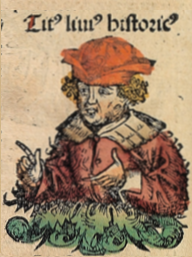
Tito Livio (en una ilustración del siglo XV).
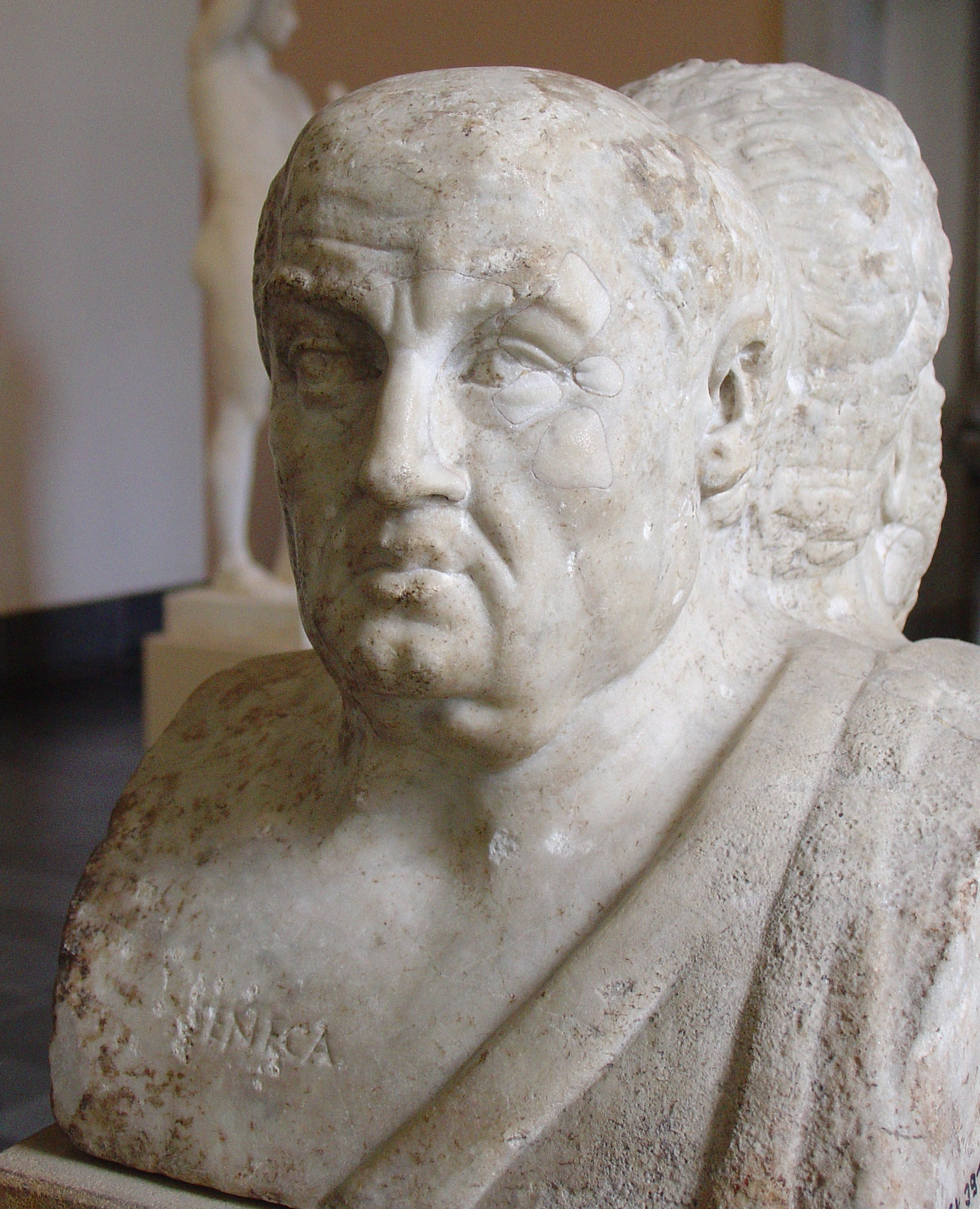
Séneca.
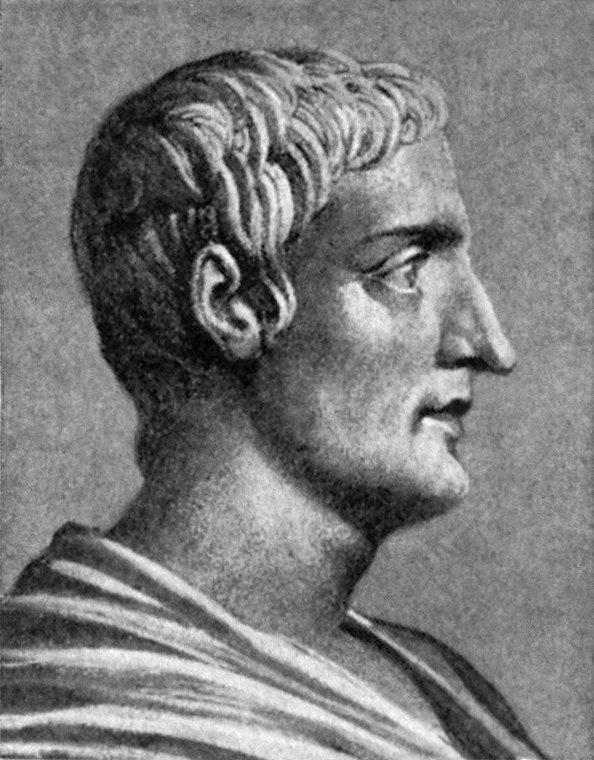
Tácito (en una ilustración moderna).
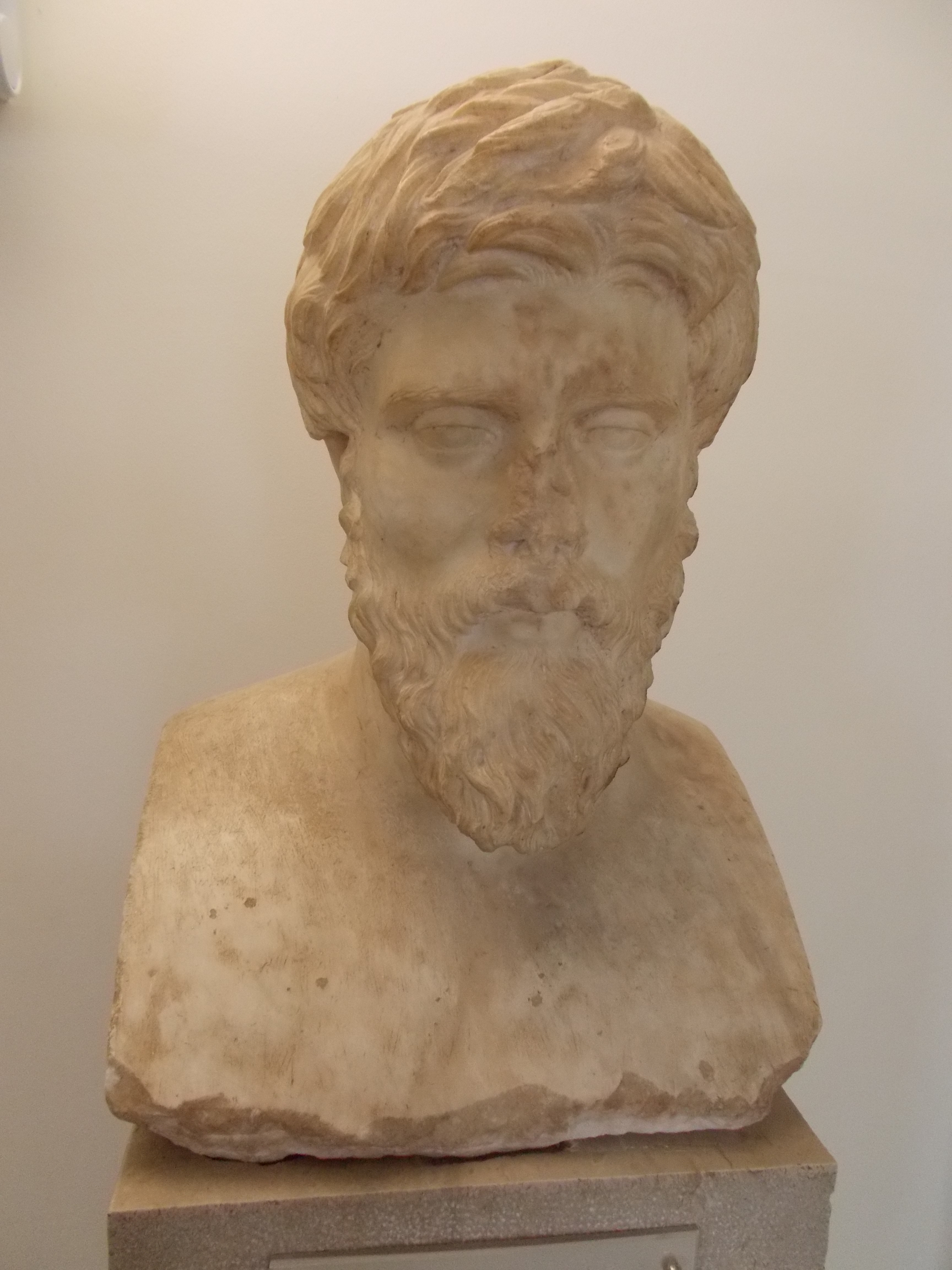
Plutarco

El pensamiento cristiano primitivo, después de las epístolas paulinas y la primera patrística, tuvo su principal autor político en San Agustín (Civitate Dei), desarrollado por el agustinismo político de la cristiandad latina medieval en dos contextos principales: la justificación del triestamentalismo feudal (Boecio, Isidoro de Sevilla, Escuela de Auxerre, Wulfstan de York, Adalberón de Laon) y la lucha por el dominium mundi entre los dos poderes universales (Pontificado e Imperio). La plenitud de la Edad Media permitió la recuperación del pensamiento aristotélico a través de traducciones de fuentes árabes intermedias, lo que condujo a la síntesis escolástica de Tomás de Aquino (Summa Theologiae, De Regimine Principorum -"Tratado del gobierno de los príncipes"-) y una nueva concepción del corpus politicum.

Mi reino no es de este mundo.
Jesucristo, citado en el Evangelio de Juan, 18:36.

Al César lo que es del César.
Jesucristo, citado en el Evangelio de Mateo, 22:21.

Hay... dos poderes por los cuales este mundo es particularmente gobernado: la sagrada autoridad de los papas y el poder real. De ellos, el poder sacerdotal es tanto más importante cuanto que tiene que dar cuenta de los mismos reyes de los hombres ante el tribunal divino.
... Aunque tengas el primer lugar en dignidad sobre la raza humana, empero tienes que someterte fielmente a los que tienen a su cargo las cosas divinas, y buscar en ellos los medios de tu salvación. Tú sabes que es tu deber, en lo que pertenece a la recepción y reverente administración de los sacramentos, obedecer a la autoridad eclesiástica en vez de dominarla. Por tanto, en esas cuestiones debes depender del juicio eclesiástico en vez de tratar de doblegarlo a tu propia voluntad. Pues si en asuntos que tocan a la administración de la disciplina pública, los obispos de la iglesia, sabiendo que el imperio se te ha otorgado por la disposición divina, obedecen tus leyes para que no parezca que hay opiniones contrarias en cuestiones puramente materiales, ¿con qué diligencia, pregunto yo, debes obedecer a los que han recibido el cargo de administrar los divinos misterios?
Carta del Papa Gelasio I al Emperador Anastasio I, año 494.

Todo trono real que rija sabiamente se apoya en tres elementos: uno son los oratores; otro, los laboratores; el tercero, los bellatores. Los oratores son hombres de oración, que día y noche deben rezar a Dios y rogarle por todo el pueblo. los laboratores son hombres de trabajo, que proporcionan todo lo necesario para que el pueblo pueda vivir. Los bellatores son hombres de guerra, que luchan con las armas para defender la tierra.
Wulfstan de York, Institutes of polity, 1008-1010.

Si el gobierno fuese injusto de uno solo, que en él procura sus propias comodidades y no el bien de la multitud que estuviese a su cargo, ese gobernador se llama tirano... Mas si el gobierno injusto fuese de más de uno, como no sean muchos, se llama oligarquía... y esto cuando algunos pocos por su poder oprimen al pueblo, difiriendo solo del tirano en que son más. Y si el mal gobierno se ejercitare por muchos, se llama democracia... que es, cuando la junta de los plebeyos por su muchedumbre oprime a los más ricos, y entonces todo el pueblo es como un solo tirano.
Santo Tomás de Aquino, De Regimine Principorum.

Entre tanto, la cristiandad oriental medieval (el Imperio Bizantino) osciló entre el cesaropapismo y la teocracia (que en determinados momentos se expresaron en la oposición teológica y política entre iconoclastas e iconódulos); mientras que, por su lado, la edad de oro del islam tuvo su propio desarrollo de las doctrinas políticas, en algún caso consideradas de una notable anticipación en el terreno de las ciencias sociales (Ibn Jaldún, Muqaddima).

Nuestra tierra es grande y rica, pero no hay orden en ella. Que vengan a reinar príncipes sobre nosotros.
По́весть временны́х лет (Povest' vremennyj let, "Los relatos de los años pasados" o Primera crónica rusa), Néstor el Cronista, hacia 1113.

La asociación humana es una cosa necesaria. De ahí, el dicho de los filósofos: El hombre es social por naturaleza, es decir, no puede vivir sin una organización social, la ciudad.
...
Una vez que los individuos se han reunido en sociedad surge una nueva necesidad, la de una autoridad que imponga el orden entre ellos y los proteja a unos de otros. Debe ser un hombre que ejerza una autoridad y un poder coercitivo con mano firme.
Ibn Jaldún

Los Robaiyyat ("cuartetas") de Omar Jayyam y la Shahnameh ("La Épica de los Reyes") de Ferdousí contienen análisis políticos, mientras que musulmanes como Avicena y Averroes, o hebreos como Maimónides, continuaron la tradición analítica y empírica de la antigüedad clásica en sus comentarios a la obra de Aristóteles.

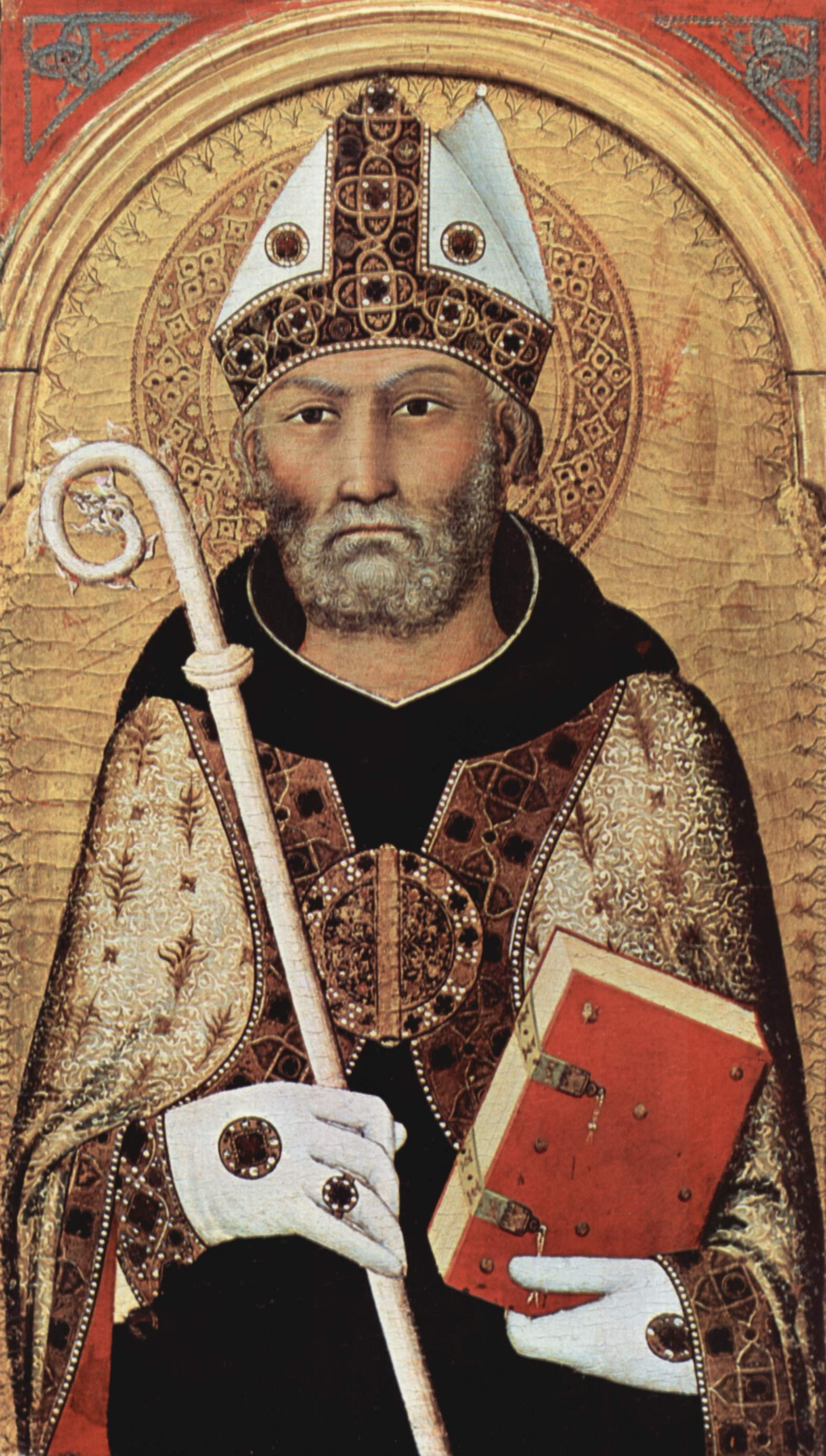
San Agustín.
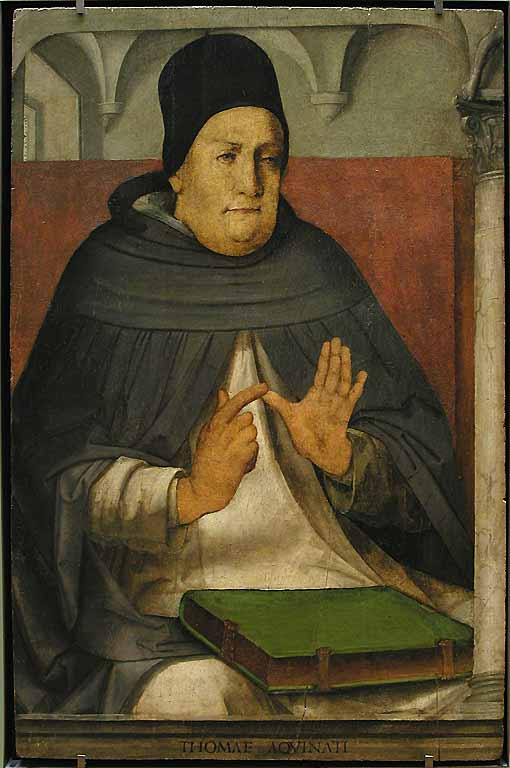
Santo Tomás de Aquino.

## Edad Moderna
La escolástica entró en crisis en los últimos siglos de la Edad Media y se renovó en el Renacimiento (neoescolástica, neotomismo, neoaristotelismo, contractualismo, iusnaturalismo, regalismo, polémica de los justos títulos, mito del buen salvaje, teoría del tiranicidio, derecho de gentes, Escuela de Salamanca), mientras el pensamiento político se secularizaba (Maquiavelo -El Príncipe, 1513-) y afrontaba el impacto de la división religiosa entre católicos y protestantes (politiques, Jean Bodin, Les Six Livres de la République -"Los seis libros de la república", 1576-).

Dios nuestro Señor dio cargo a uno, que fue llamado San Pedro, para que de todos los hombres del mundo fuese señor y superior a quien todos obedeciesen, y fue cabeza de todo el linaje humano, dondequiera que los hombres viniesen en cualquier ley, secta o creencia...
A este San Pedro obedecieron y tomaron por señor, Rey y superior del universo los que en aquel tiempo vivían, y así mismo han tenido a todos los otros que después de él fueron elegidos al pontificado, y así se ha continuado hasta ahora, y continuará hasta que el mundo se acabe.
Uno de los Pontífices pasados [Alejandro VI]... como señor del mundo hizo donación de estas islas y tierra firme del mar Océano a los dichos Rey y Reina [los Reyes Católicos] y sus sucesores en estos Reinos, con todo lo que en ella hay, según se contiene en ciertas escrituras que sobre ello pasaron, según se ha dicho, que podréis ver si quisieseis.
Así que sus Majestades son Reyes y señores de estas islas y tierra firme por virtud de la dicha donación; y como a tales Reyes y señores algunas islas más y casi todas a quien esto ha sido notificado, han recibido a sus Majestades, y los han obedecido y servido y sirven como súbditos lo deben hacer,... obedecieron y recibieron los varones religiosos que sus Altezas les enviaban para que les predicasen y enseñasen nuestra Santa Fe y todos ellos... se tornaron cristianos y lo son,... y vosotros sois tenidos y obligados a hacer lo mismo.
Requerimiento que se mandó hacer a los indios, Juan López de Palacios Rubios, 1513.

Si es útil para un príncipe soberano tener poder sobre las leyes en orden de gobernar bien, es incluso más expeditivo para el cuerpo gobernante de una aristocracia; mientras que para el pueblo de una democracia es necesario.
Jean Bodin, Los seis libros de la república, Libro I, Capítulo 8 (De la soberanía), 376 (1576).

Cuius regio, eius religio
Lema identificado con los príncipes protestantes alemanes.

La teoría del derecho divino de los reyes tuvo desarrollo en autores como Nicolás de Cusa (De concordantia catholica, 1433), o Francisco Suárez (Tractatus de legibus ac Deo legislatore -"Tratado de las leyes y del Dios Legislador"-, 1612), de un modo matizado; y alcanzó su plenitud en beneficio del absolutismo regio en Jacobo Estuardo (The True Law of Free Monarchies: or, The Reciprocal and Mutual Duty Betwixt a Free King and His Natural Subjects -"La verdadera ley de las monarquías libres: o, El deber mutuo y recíproco entre un rey libre y sus súbditos naturales", 1598- y Basilikon Doron -"Regalo del rey", 1599 y 1603-) o en Bossuet (Discours sur l´histoire universelle -"Discurso sobre historia universal", 1681-, Politique tirée de l´Ecriture sainte -"Política sacada de la Sagrada Escritura", 1709-).

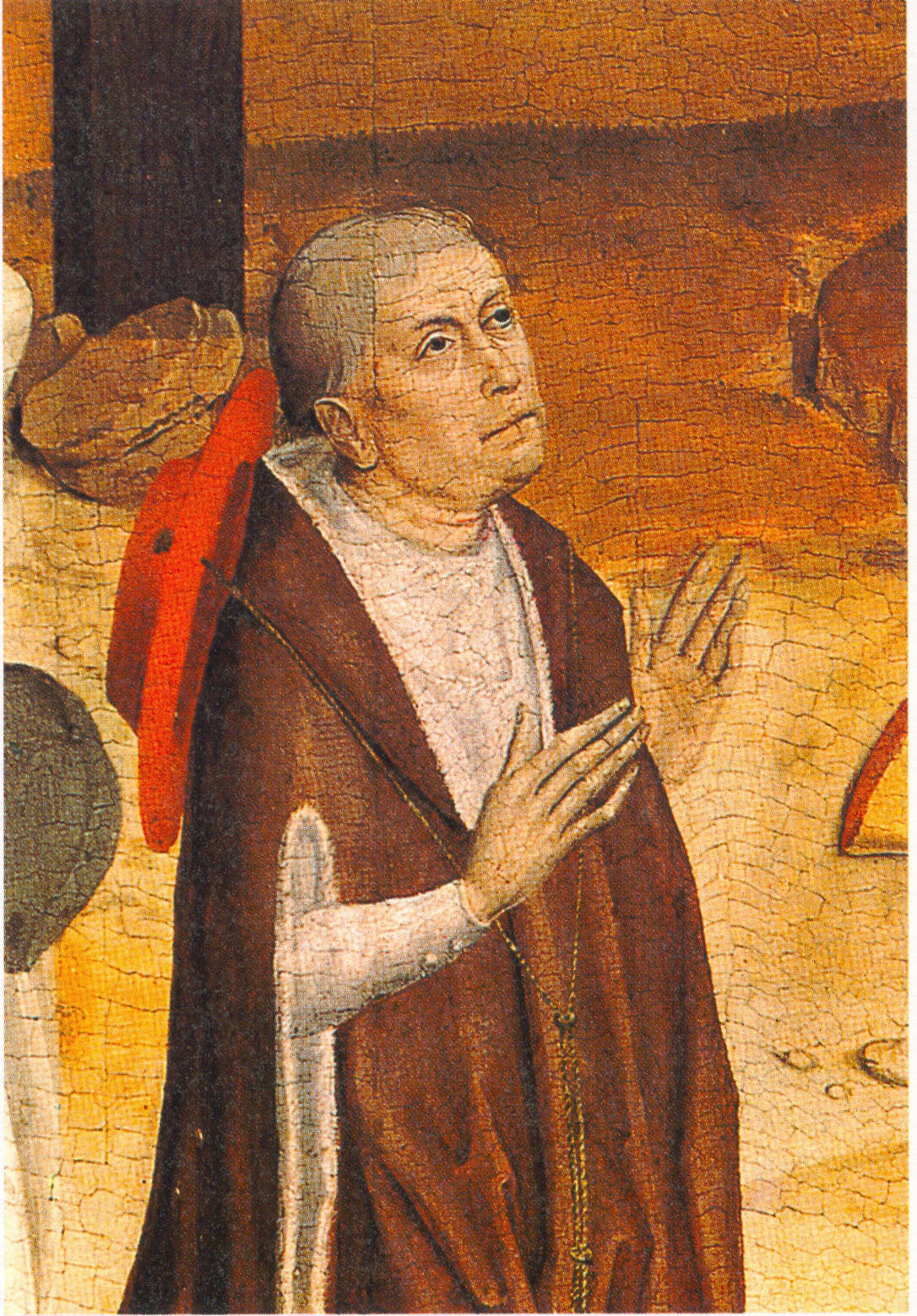
Nicolás de Cusa.
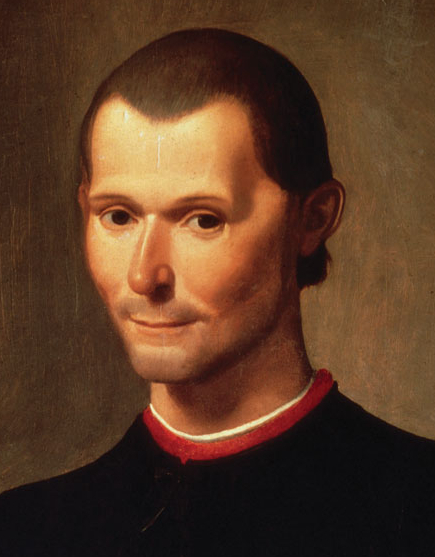
Niccolò Machiavelli. A pesar del tópico, nunca escribió el fin justifica los medios.
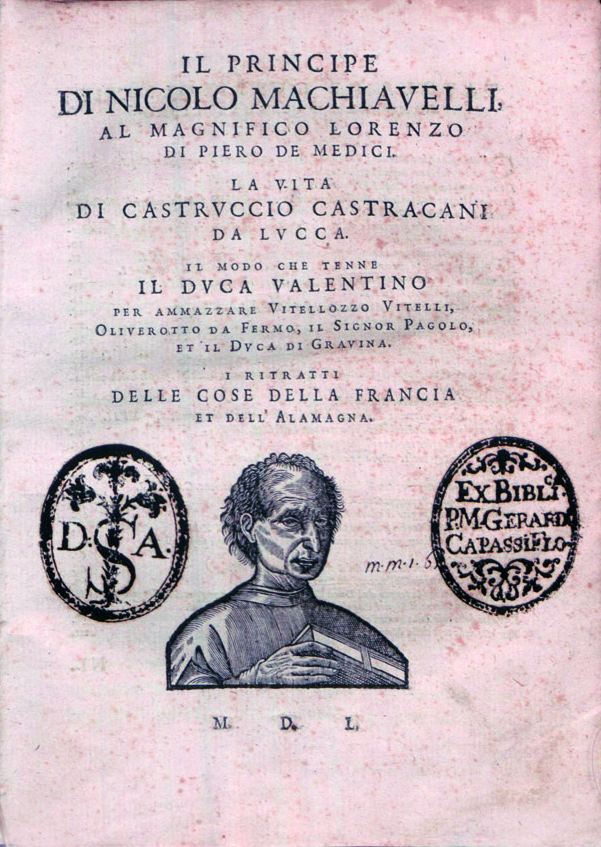
Portada de El Príncipe', de Maquiavelo.
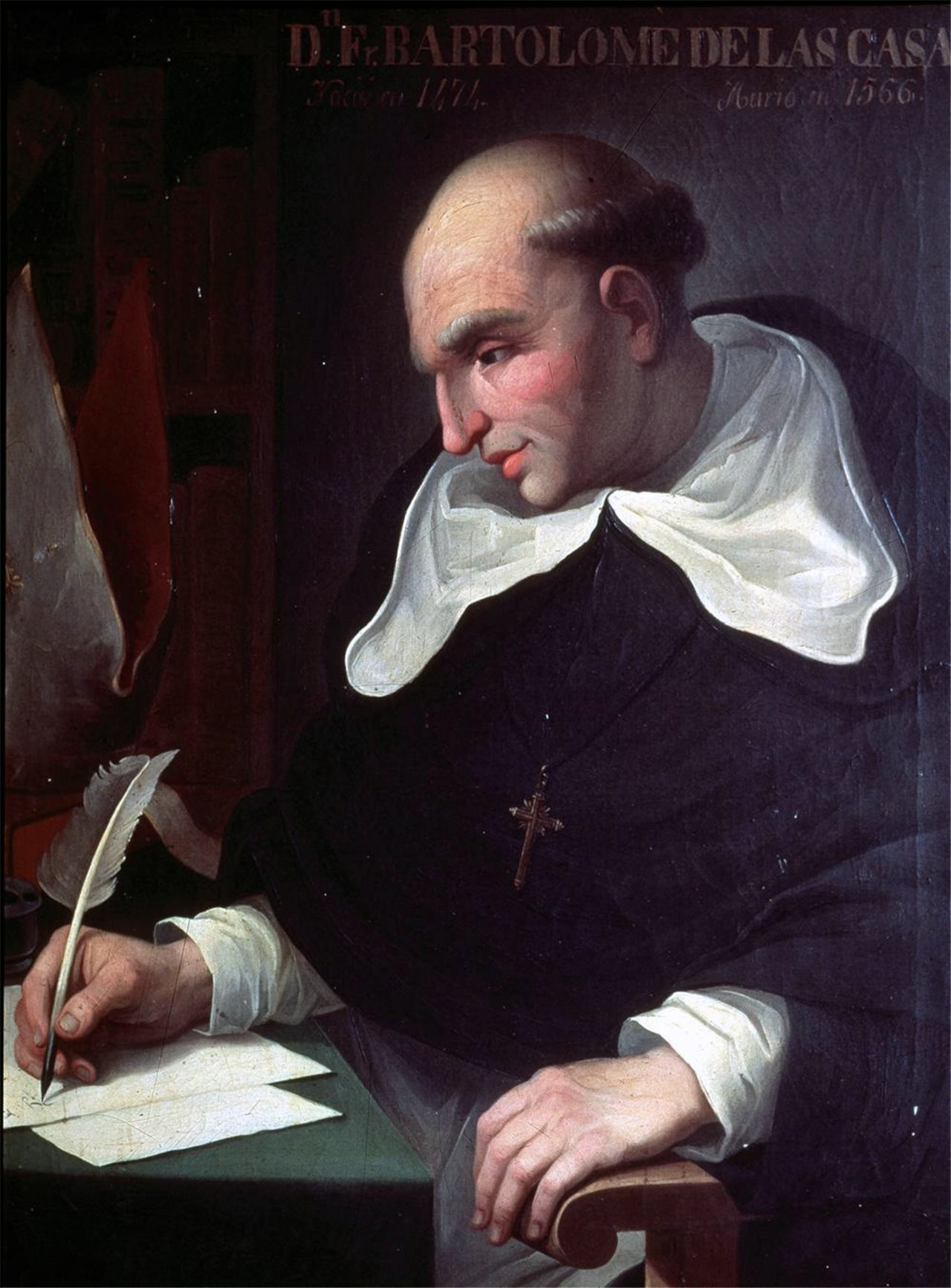
Bartolomé de las Casas.
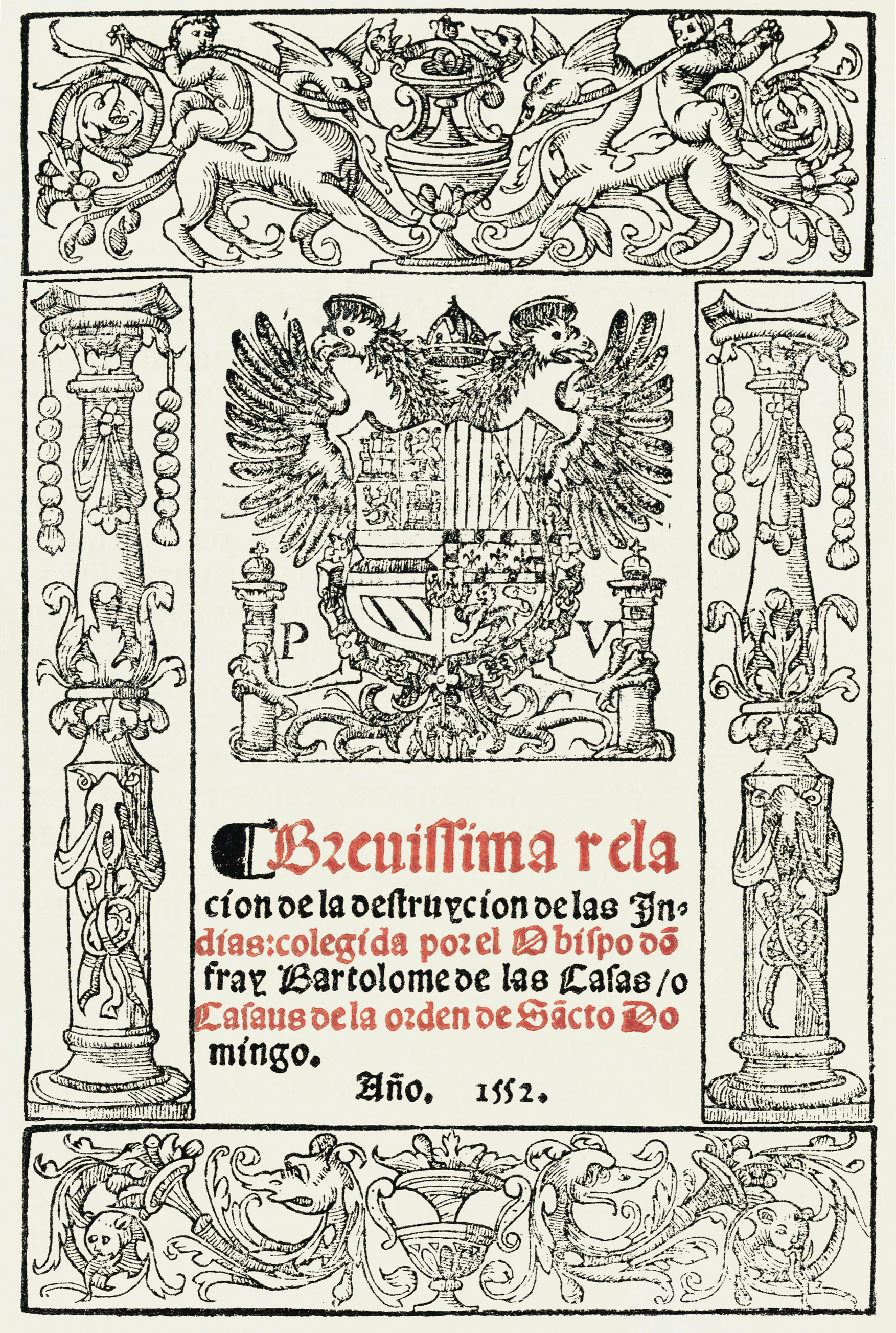
Portada de Brevísima relación de la destrucción de las Indias, de Las Casas, 1552.
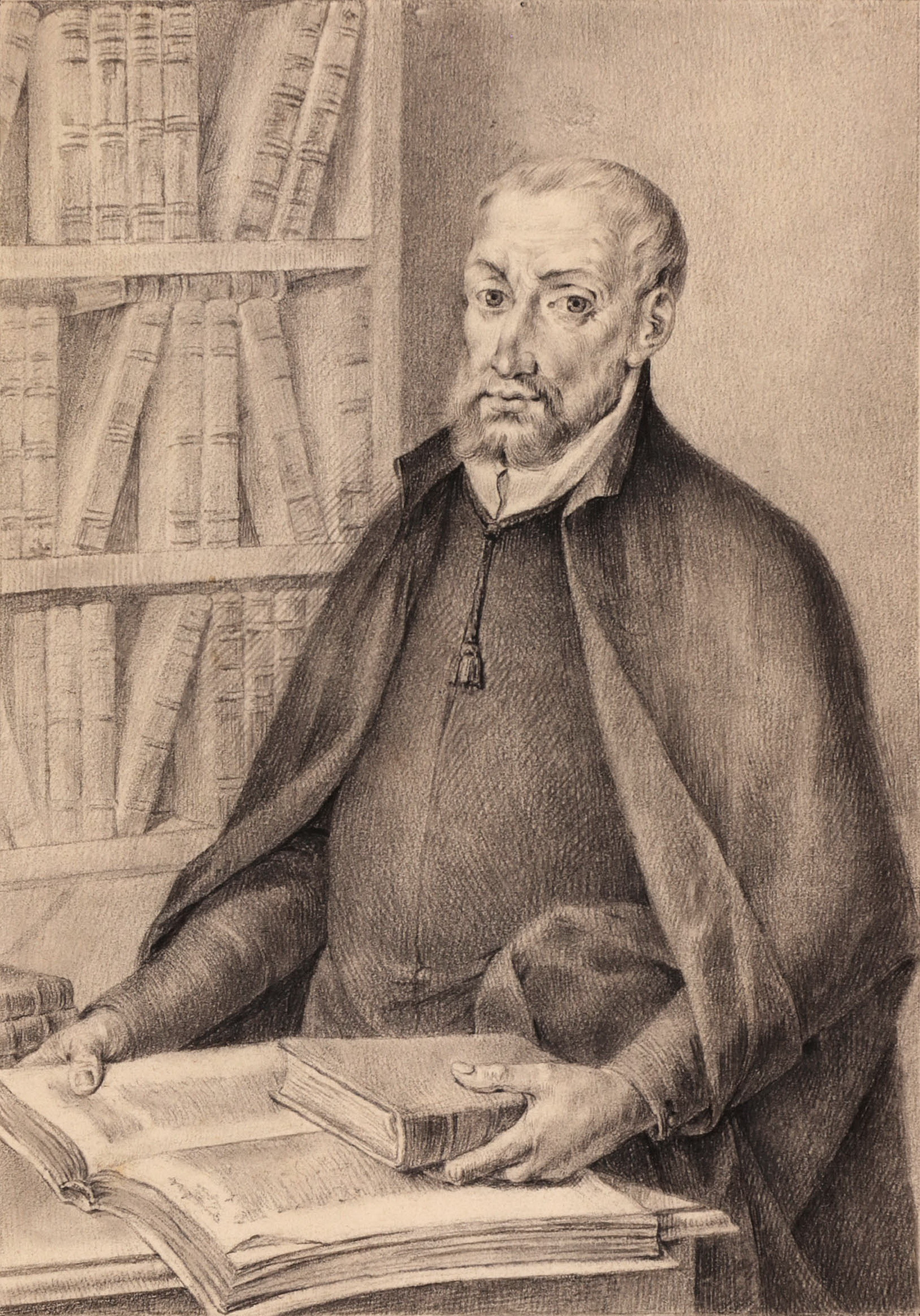
Juan Ginés de Sepúlveda.
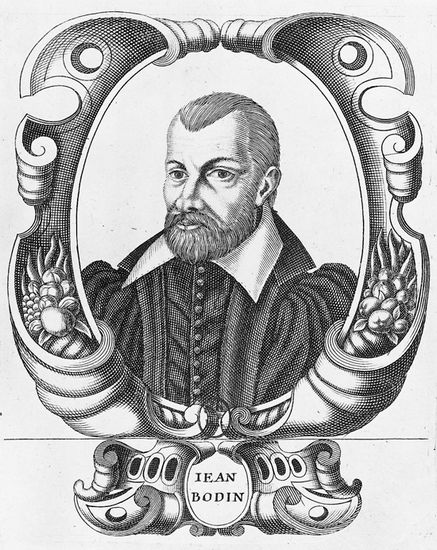
Jean Bodin.
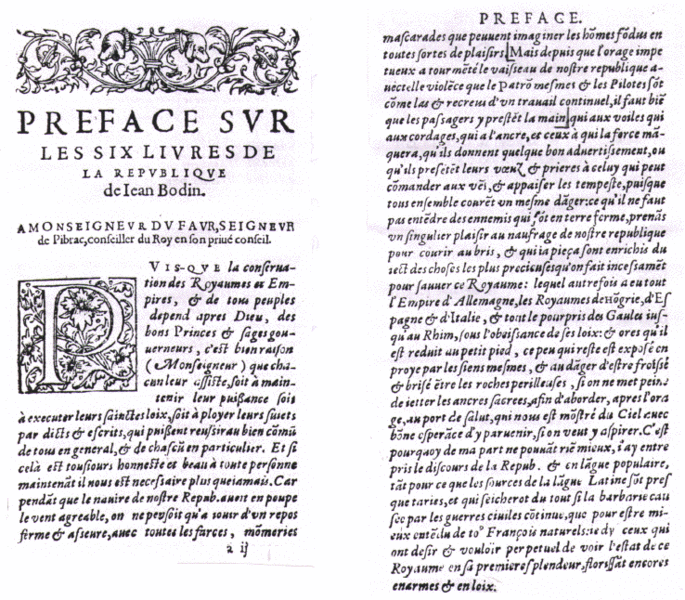
Prefacio de Les six livres de la republique, de Bodin.
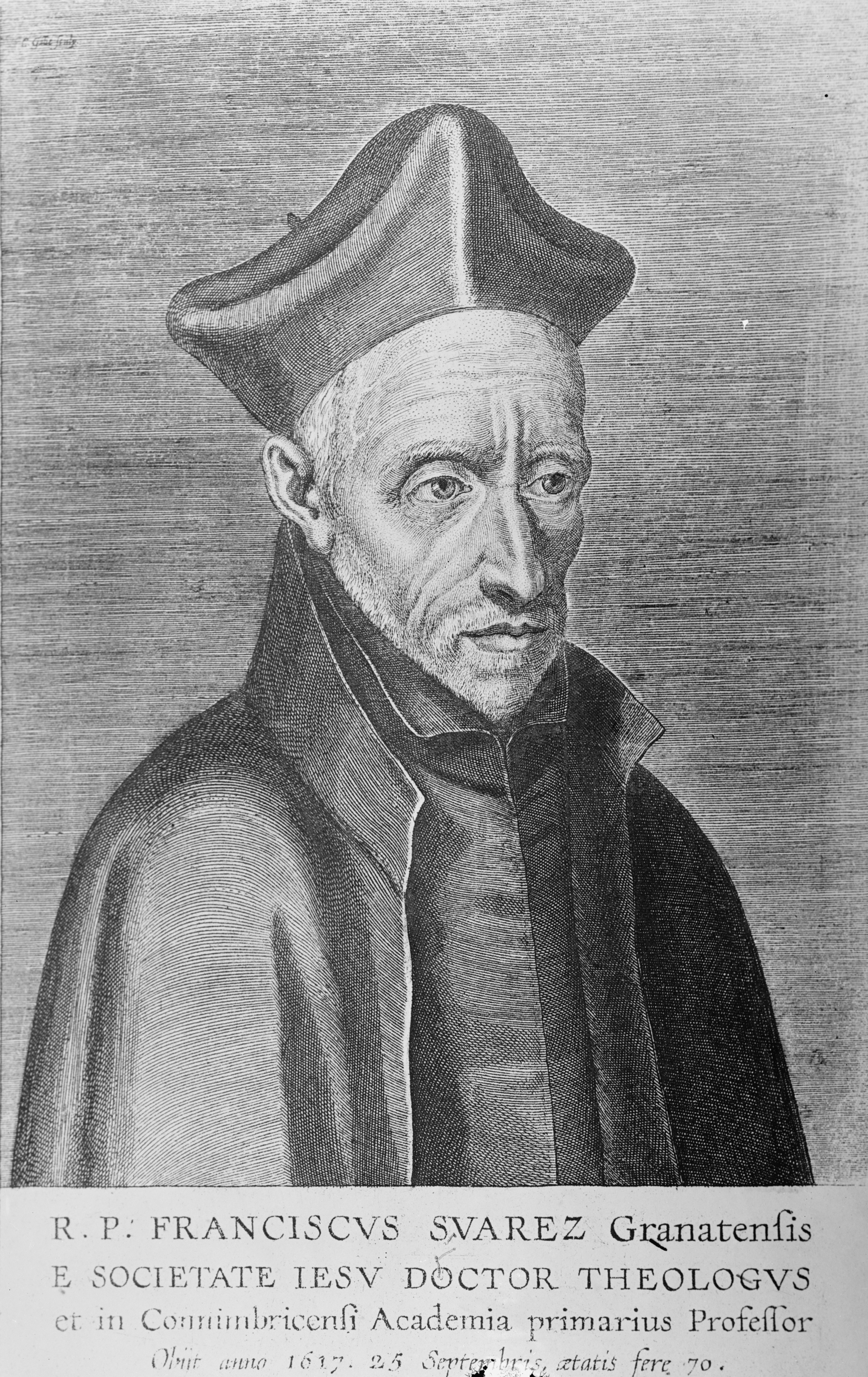
Francisco Suárez.
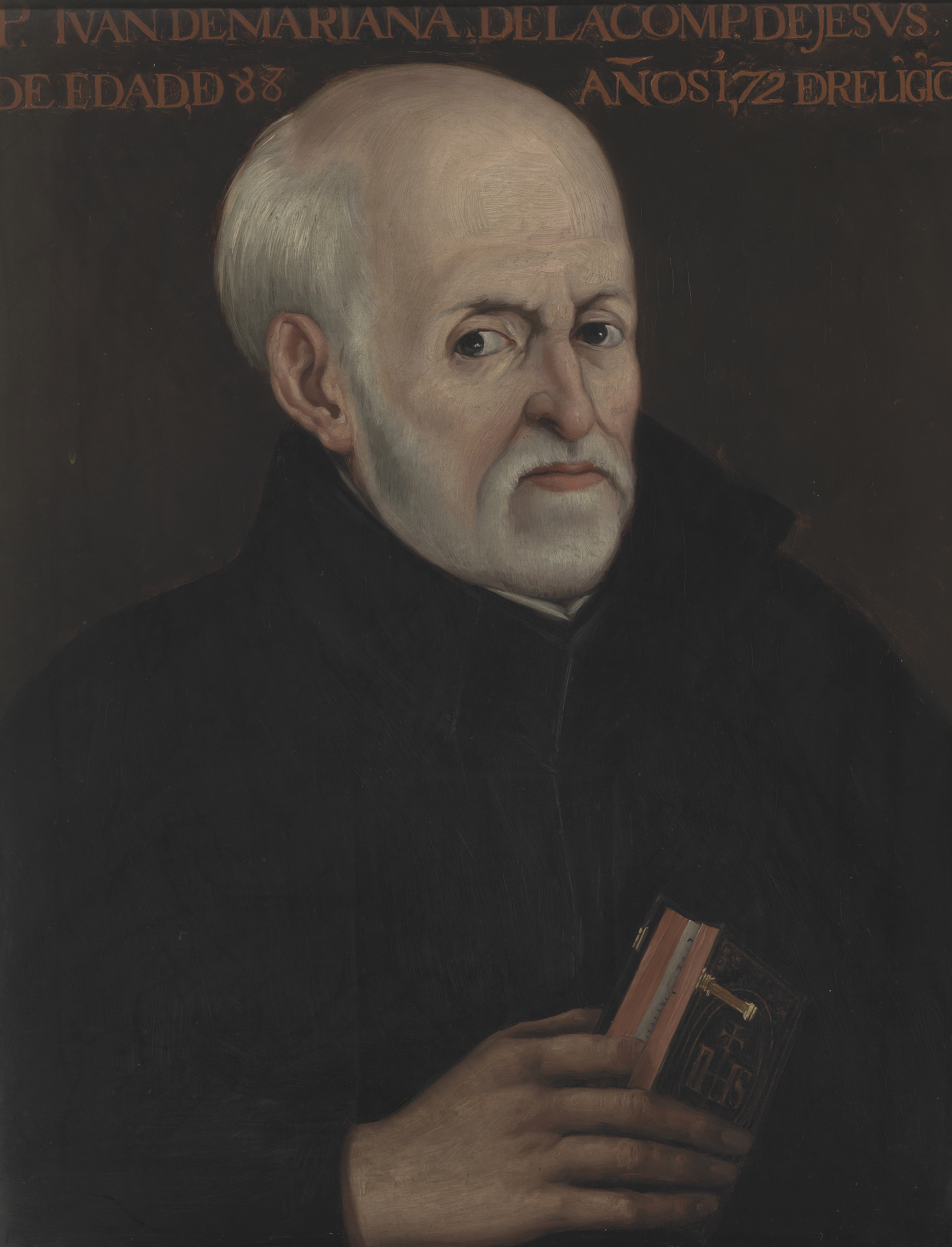
Juan de Mariana.
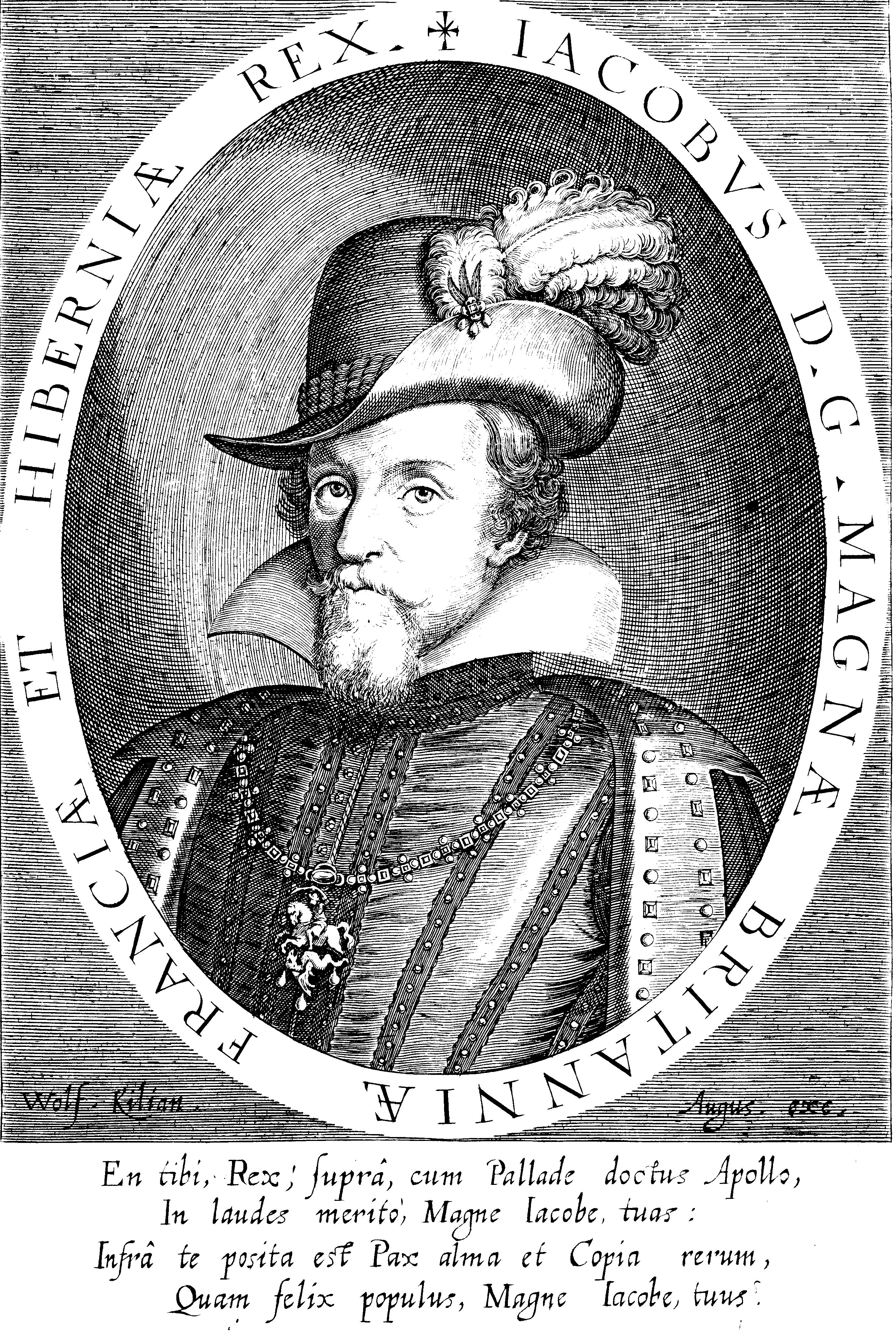
Jacobo Estuardo, rey de Inglaterra y Escocia.
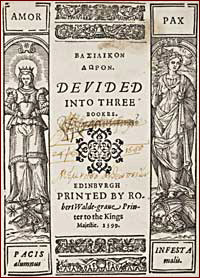
Portada de Basilikon Doron, de Jacobo Estuardo.
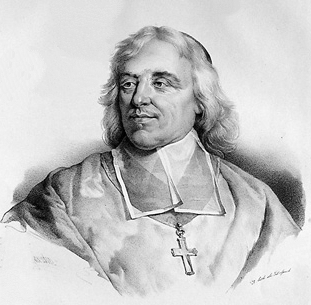
Jacques-Benigne Bossuet.
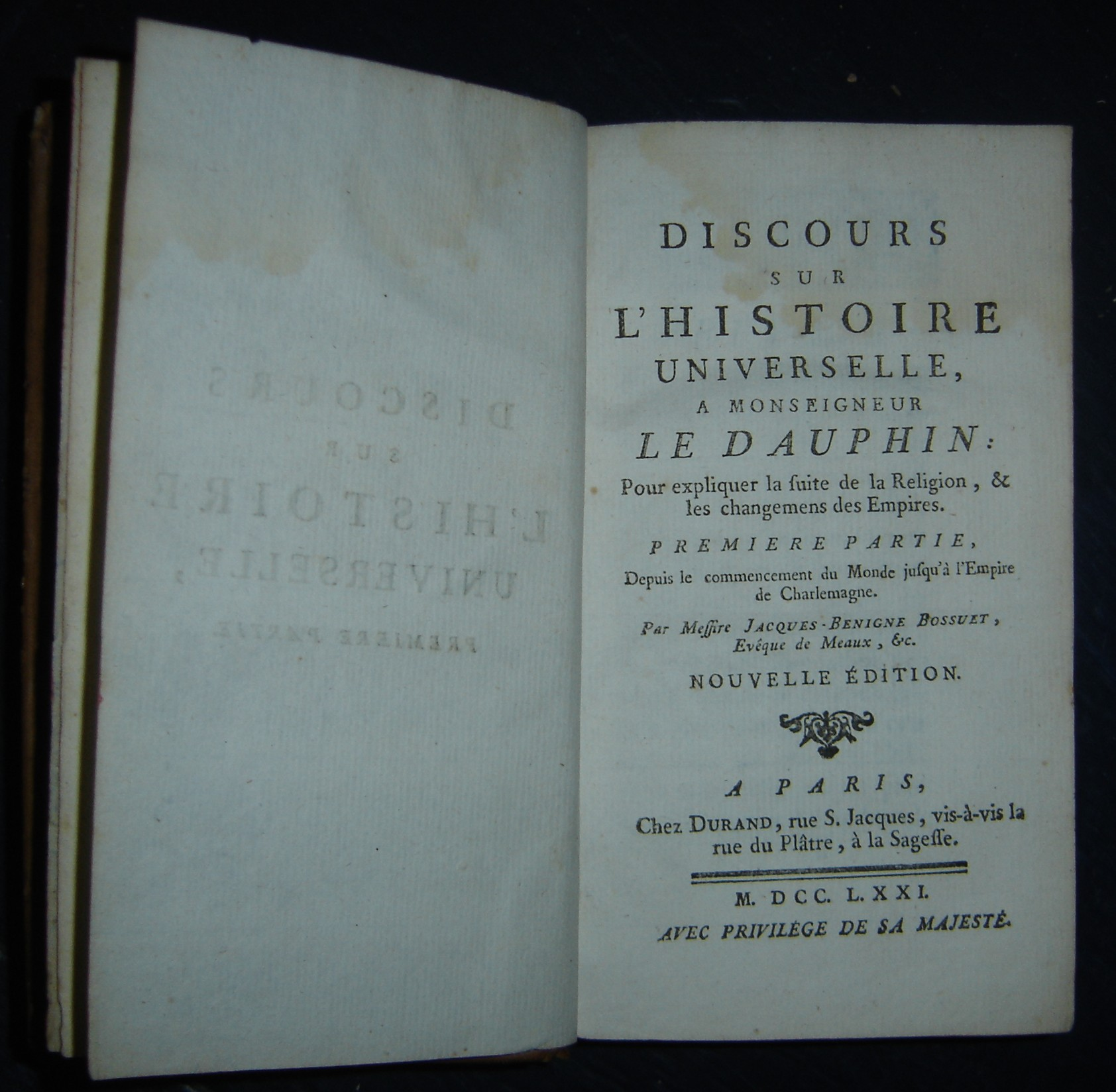
Portada de Discours sur l'histoire universelle, de Bossuet.

Las revoluciones burguesas, iniciadas con la holandesa y la inglesa, proporcionaron el contexto histórico (junto con un amplio margen de libertad de expresión y facilidad de difusión a través de la imprenta entre un público lector cada vez más numeroso) a una amplísima producción de todo tipo de literatura política, entre la que destacaron los grandes autores del siglo XVII (Grocio, Hobbes -Leviathan, 1651-, republicanismo clásico, Locke -Dos tratados sobre el gobierno civil, 1689-) que abrieron el camino a los ilustrados franceses del XVIII (Montesquieu -Del espíritu de las leyes, 1748-, Voltaire, Rousseau -El contrato social, 1762- y los enciclopedistas) o a Gianbattista Vico.

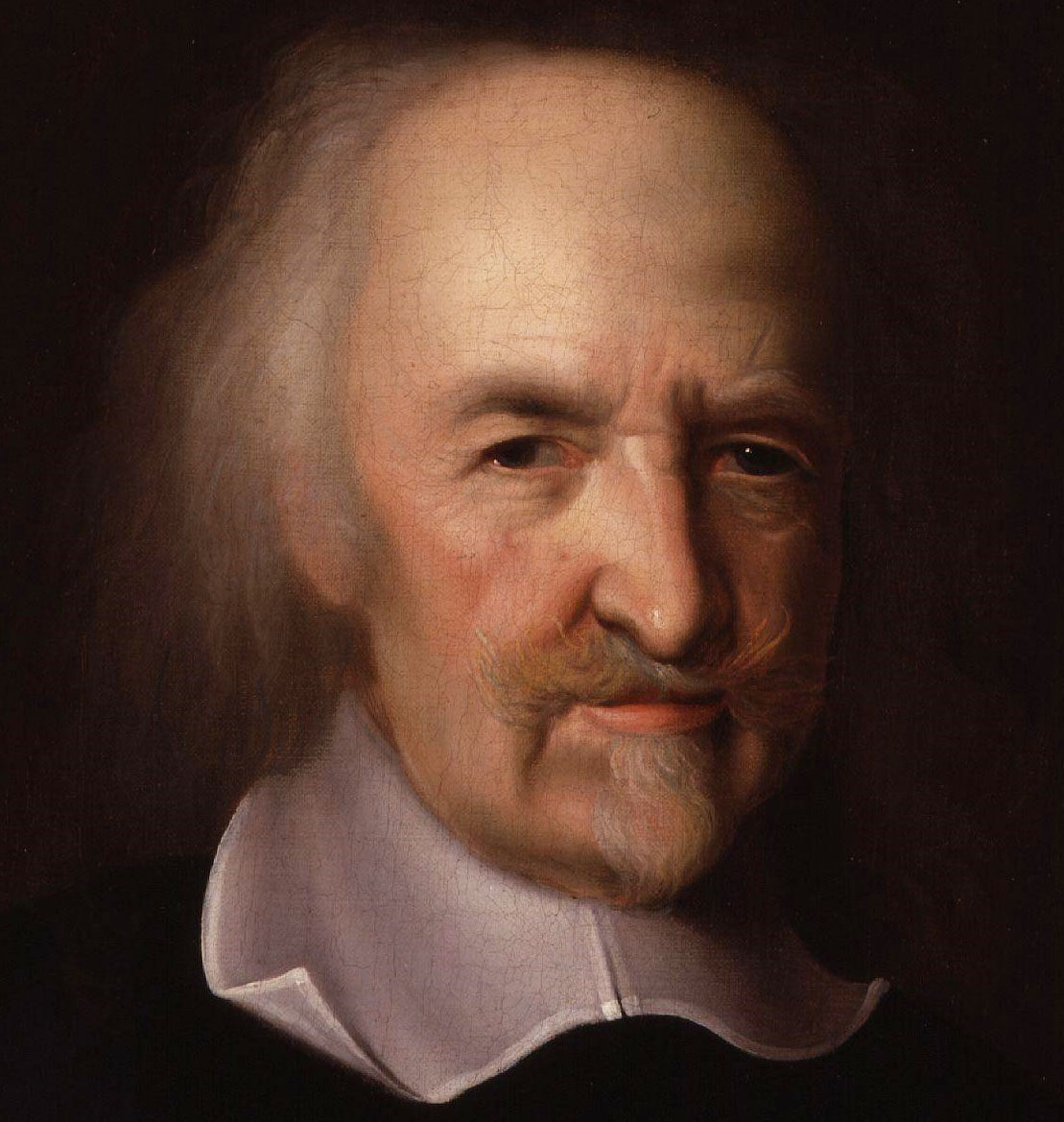
Thomas Hobbes. A pesar del tópico, nunca escribió el hombre es un lobo para el hombre.
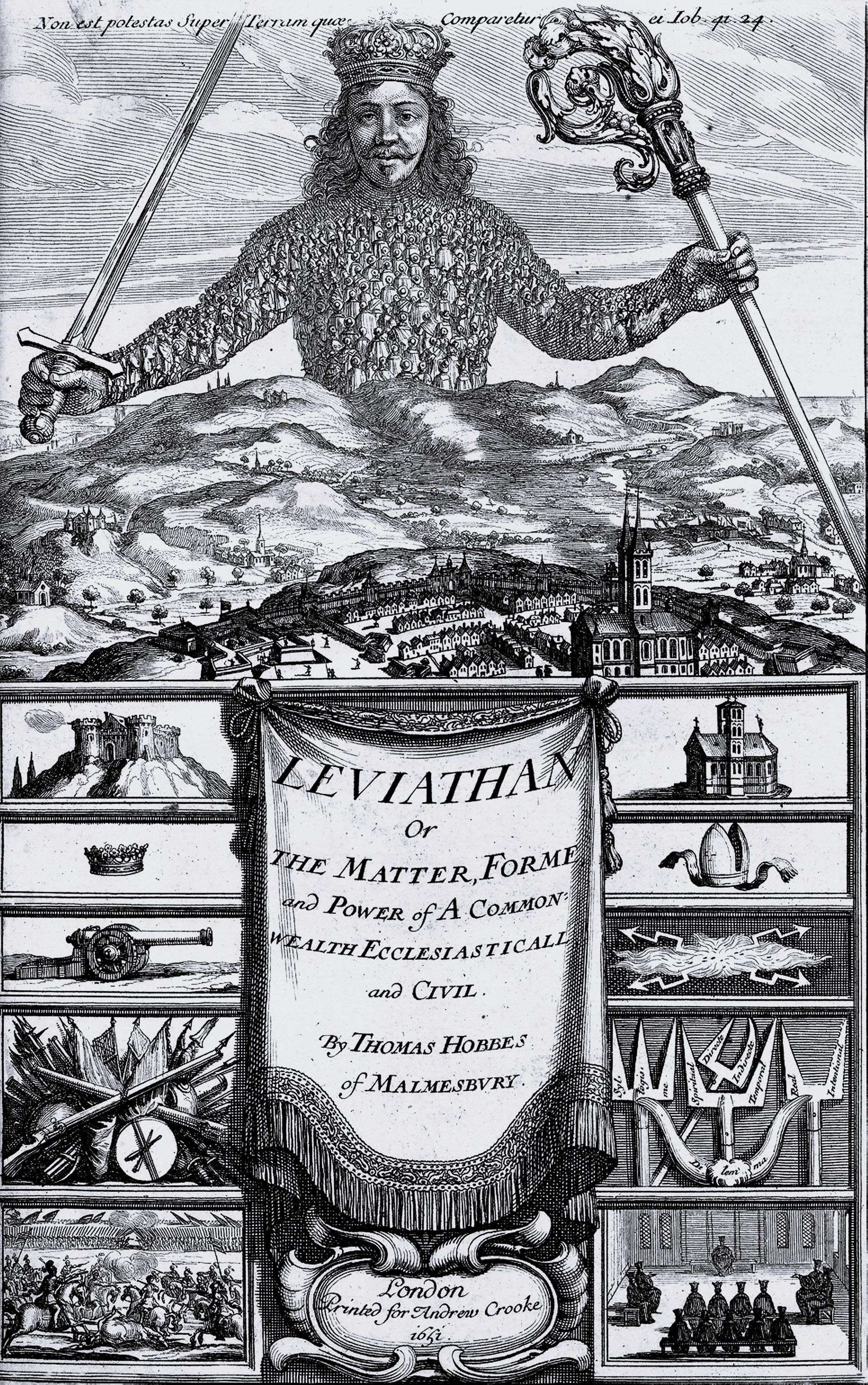
Ilustración de portada de Leviathan de Hobbes, en la que el monstruo bíblico aparece representado como un gigantesco cuerpo de rey formado por la agregación de los diminutos cuerpos de sus súbditos.
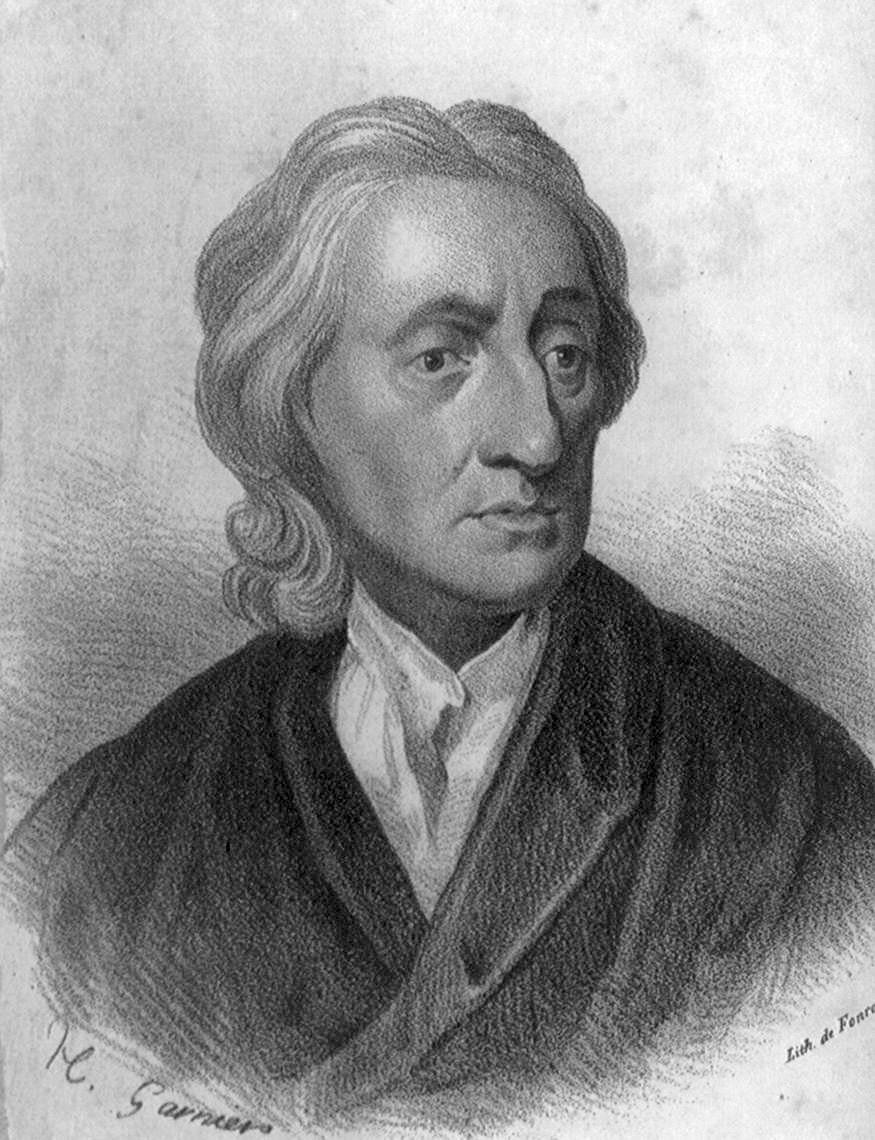
John Locke.
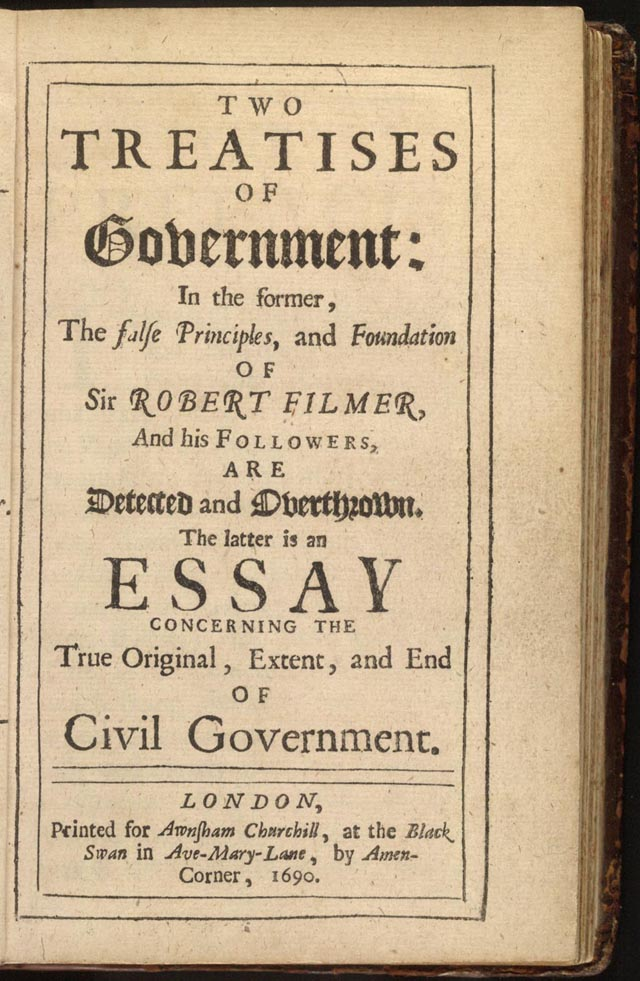
Portada de Two Treatises of Government, de Locke.

La multitud así unida en una persona se llama República, en latín, civitas... una persona cuyos actos ha asumido como autora una gran multitud, por pactos mutuos de unos con otros, a los fines de que pueda usar la fuerza y los medios de todos ellos, y según considere oportuno, para su paz y defensa común. Y el que carga con esta persona se denomina soberano y se dice que posee poder soberano; cualquier otro es su súbdito.
Thomas Hobbes, Leviathan, XVII.

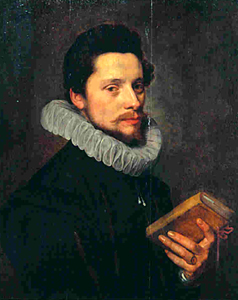
Hugo de Groot (Grotius o Hugo Grocio).
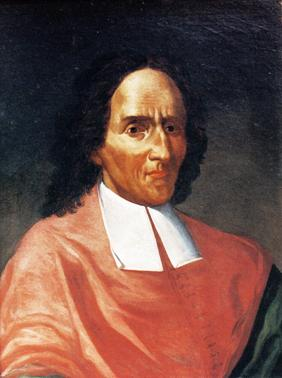
Gianbattista Vico.

La voluntad general es siempre recta, y se dirige hacia la utilidad pública; pero no se sigue que las deliberaciones del pueblo tengan siempre la misma rectitud. El pueblo siempre quiere el bien, mas no siempre lo conoce: nunca se le corrompe, pero se le engaña con mucha frecuencia, y entonces únicamente quiere en apariencia lo que es malo.
Hay por lo general mucha diferencia entre la voluntad de todos y la voluntad general: esta desea el interés común, y la otra el particular, porque no es más que el conjunto de las voluntades particulares. Pero quítese de estas mismas aquello en que se destruyen mutuamente, y rebajadas estas diferencias, resultará la voluntad general.
Jean-Jacques Rousseau, El contrato social, Capítulo Tercero (Si la voluntad general puede errar).

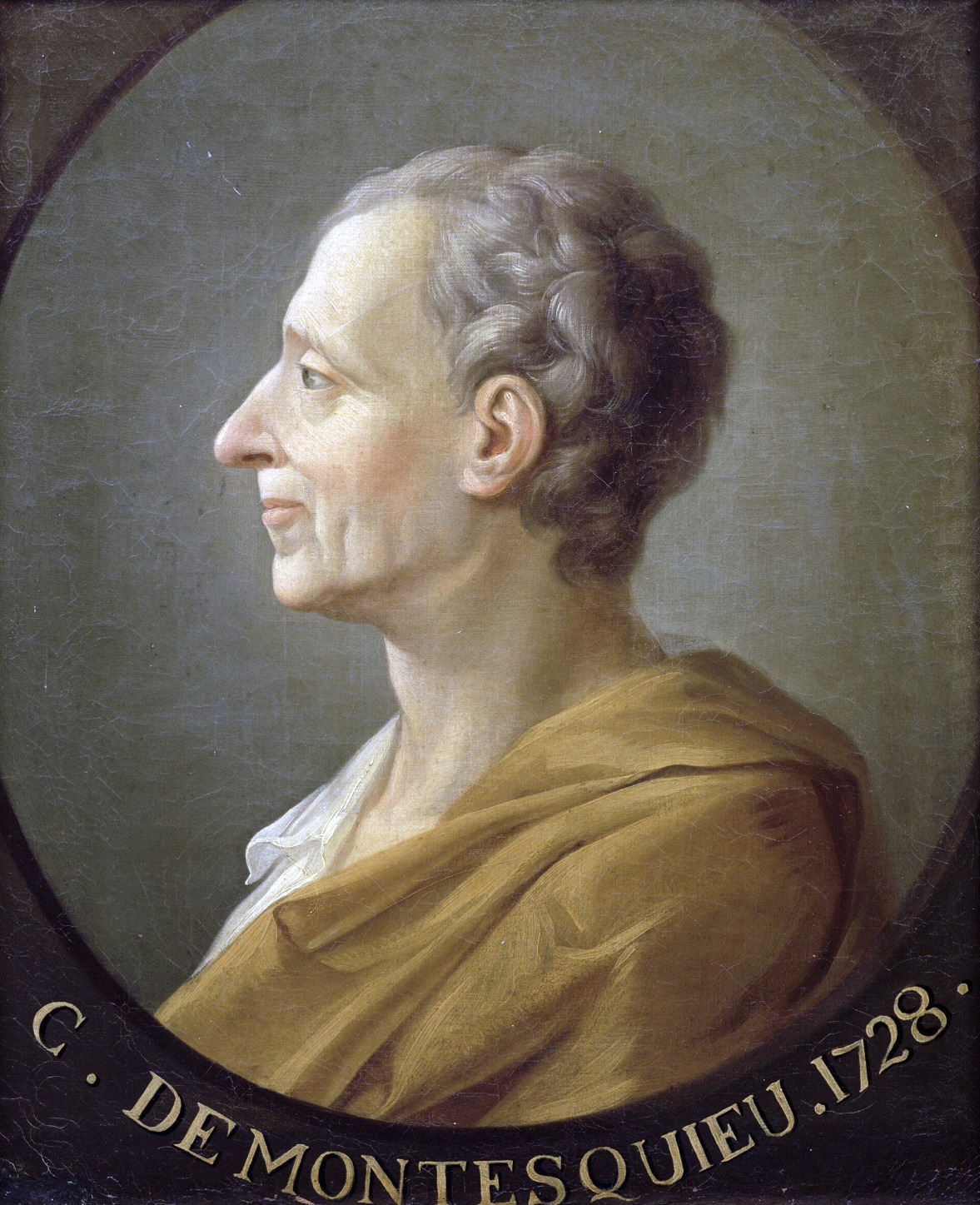
Charles Louis de Secondat (barón de Montesquieu).
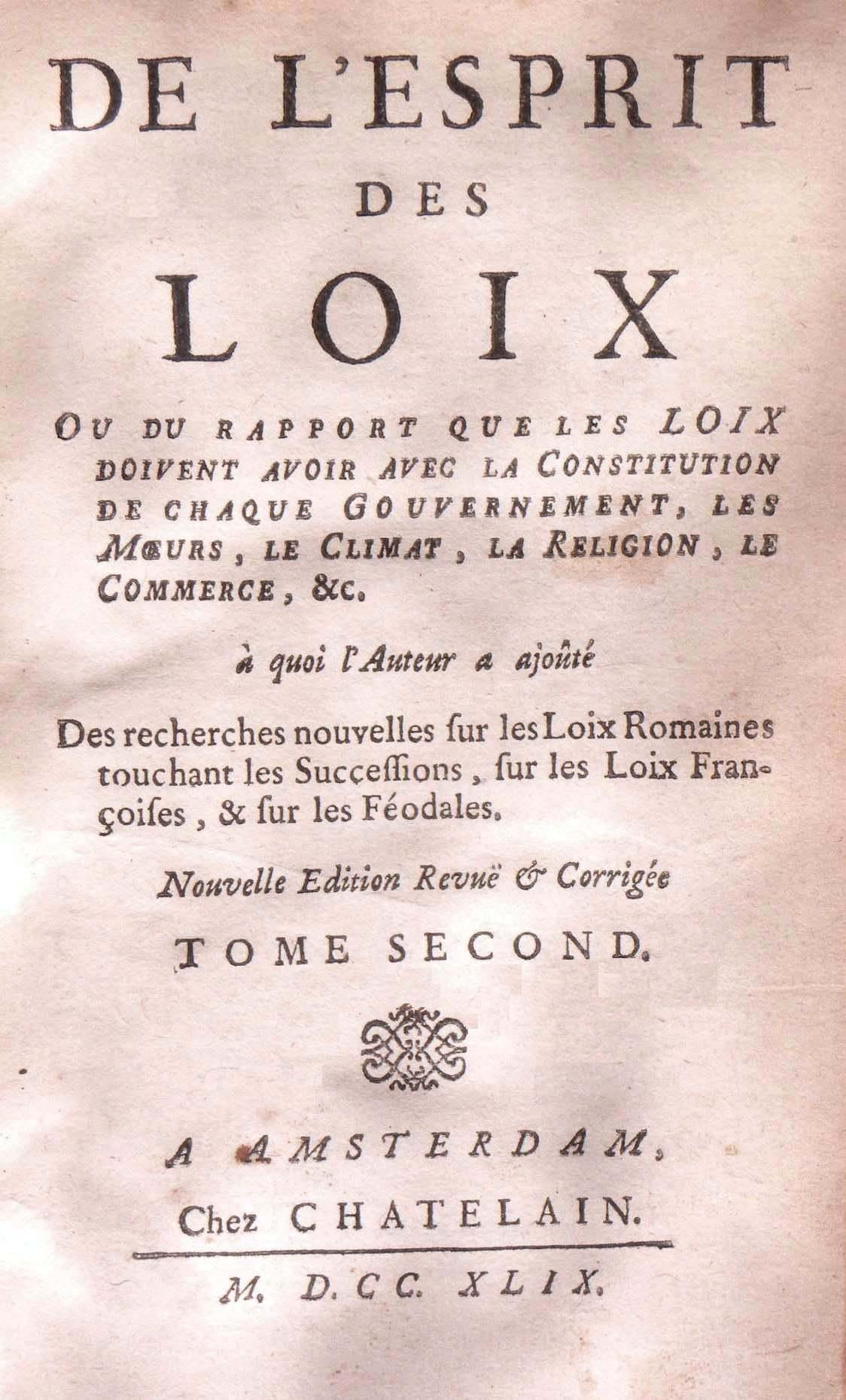
Portada de De l'esprit des loix, de Montesquieu.
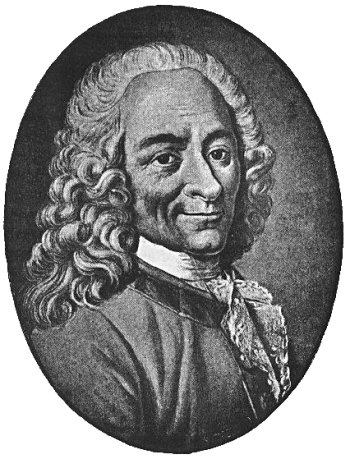
François Marie Arouet (Voltaire).
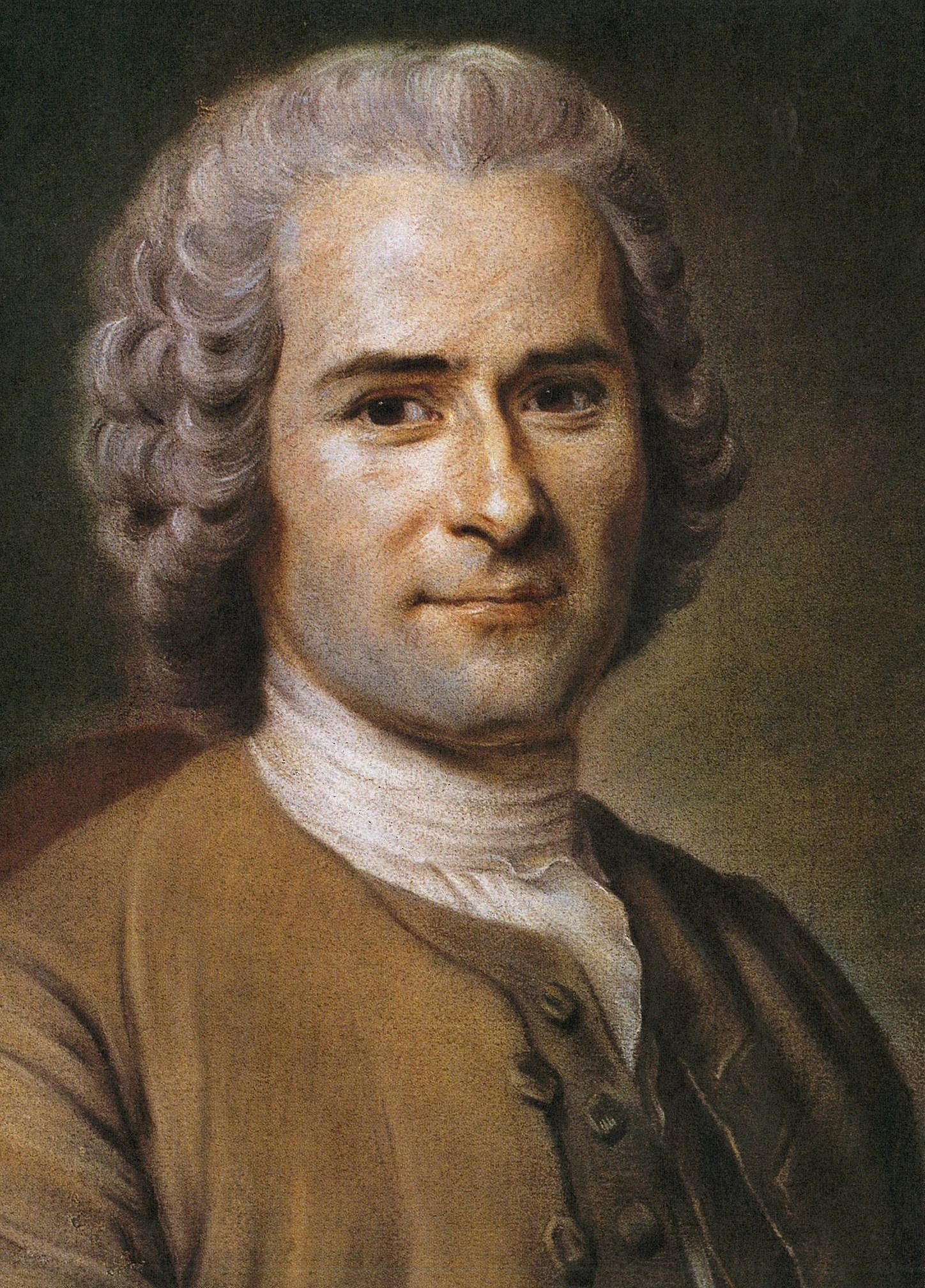
Jean-Jacques Rousseau.
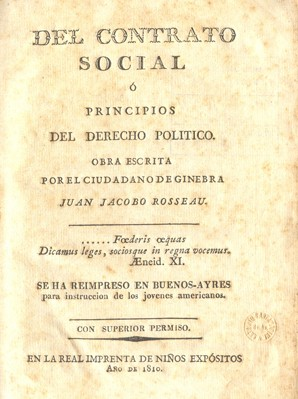
Portada de Del contrato social, de Rousseau, traducción al español publicada en Buenos Aires en 1810 para instrucción de los jóvenes americanos.

Todo para el pueblo, pero sin el pueblo.
Lema del despotismo ilustrado, atribuido a varios reyes del siglo XVIII.

## Edad Contemporánea
Sostenemos como evidentes estas verdades: que todos los hombres son creados iguales; que son dotados por su Creador de ciertos derechos inalienables; que entre éstos están la vida, la libertad y la búsqueda de la felicidad; que para garantizar estos derechos se instituyen entre los hombres los gobiernos, que derivan sus poderes legítimos del consentimiento de los gobernados; que cuando quiera que una forma de gobierno se haga destructora de estos principios, el pueblo tiene el derec ho a reformarla o abolirla e instituir un nuevo gobierno que se funde en dichos principios, y a organizar sus poderes en la forma que a su juicio ofrecerá las mayores probabilidades de alcanzar su seguridad y felicidad.
Declaración de independencia de los Estados Unidos de América, 1776 (Jefferson, Franklin, Adams y otros).

¿Qué es una nación? Un cuerpo de asociados que viven bajo una ley común y representados por una misma legislatura.
¿No es evidente que la nobleza tiene privilegios, dispensas, incluso derechos separados de los del gran cuerpo de ciudadanos? Por esto mismo sale de la ley común y por ello sus derechos civiles lo constituyen en pueblo aparte de la gran nación. Verdaderamente es un imperium in imperio.... Su representación es distinta por esencia y separada. Es ajena a la nación por principio, puesto que consiste en defender no el interés general; sino el particular.
El estado llano abarca todo lo que pertenece a la nación y todo lo que no es el estado llano, no puede contemplarse como representante de la nación. ¿Qué es el estado llano? Todo.
Emmanuel-Joseph Sieyès, Qu'est-ce que le tiers état?, 1789.

A finales del siglo XVIII, la Independencia de los Estados Unidos y la Revolución francesa abrieron la historia de las doctrinas políticas contemporáneas; inaugurada con la oposición entre distintas versiones del liberalismo (Jefferson, Paine, Sieyès, Condorcet, Bentham, Stuart Mill) y el pensamiento reaccionario (Bonald, Maistre). El conservadurismo británico, el doctrinarismo francés o el moderantismo español (Burke, Disraeli, Tocqueville, Thiers, Guizot, Donoso Cortés) plantearon vías medias entre la reacción y la revolución (el Antiguo y el Nuevo Régimen).

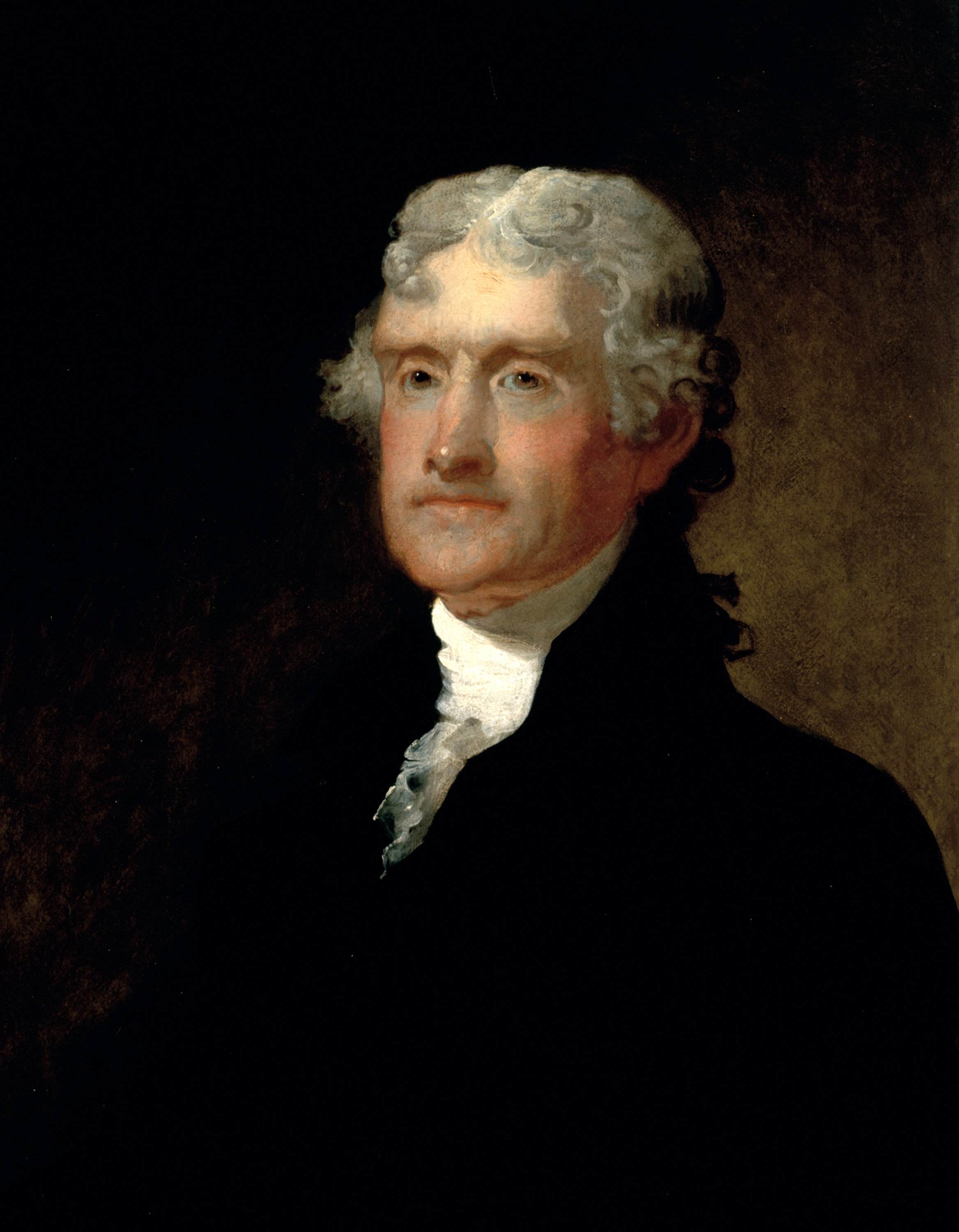
Thomas Jefferson.
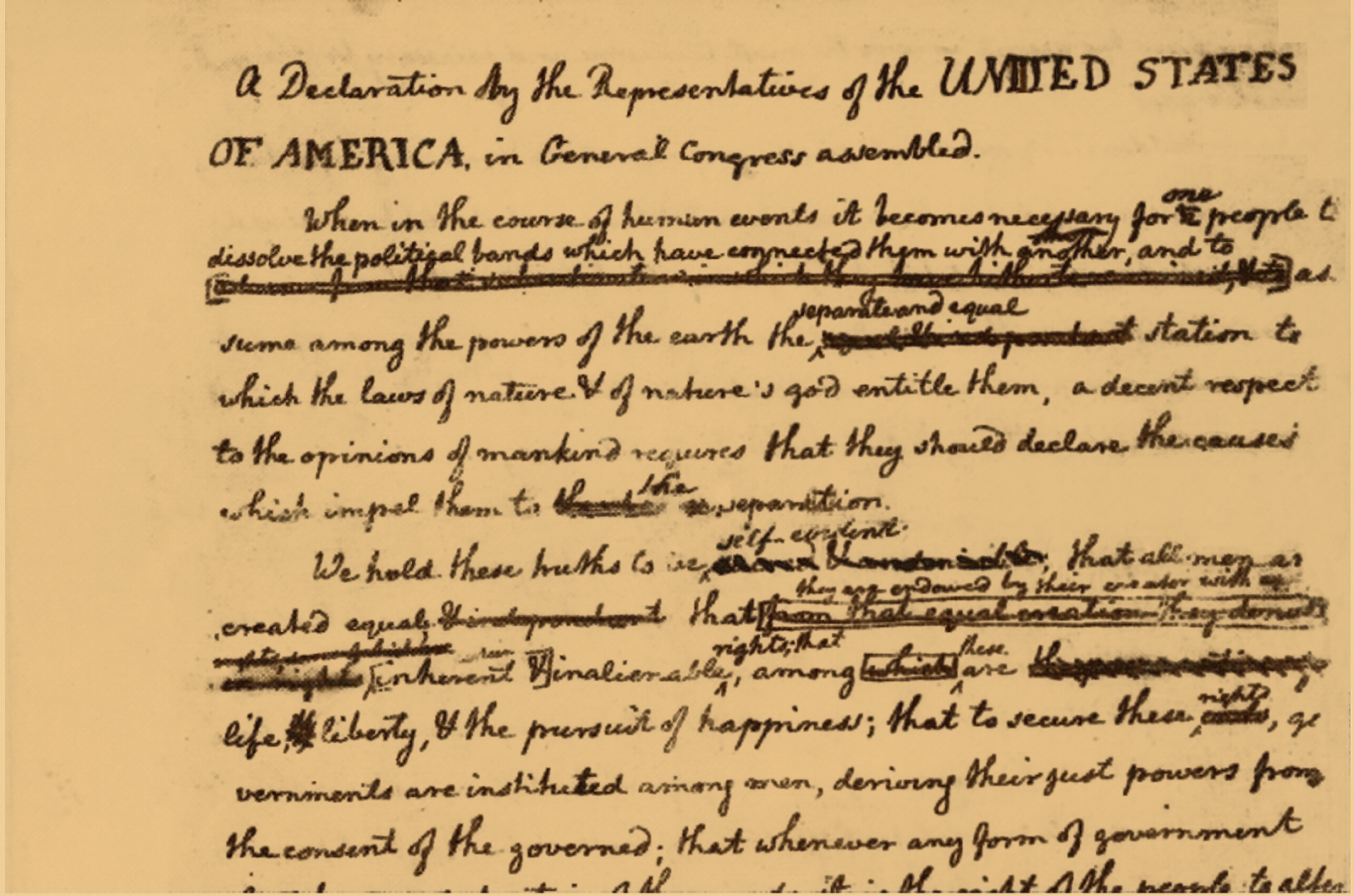
Borrador de la Declaración de independencia de los Estados Unidos de América, 1776.
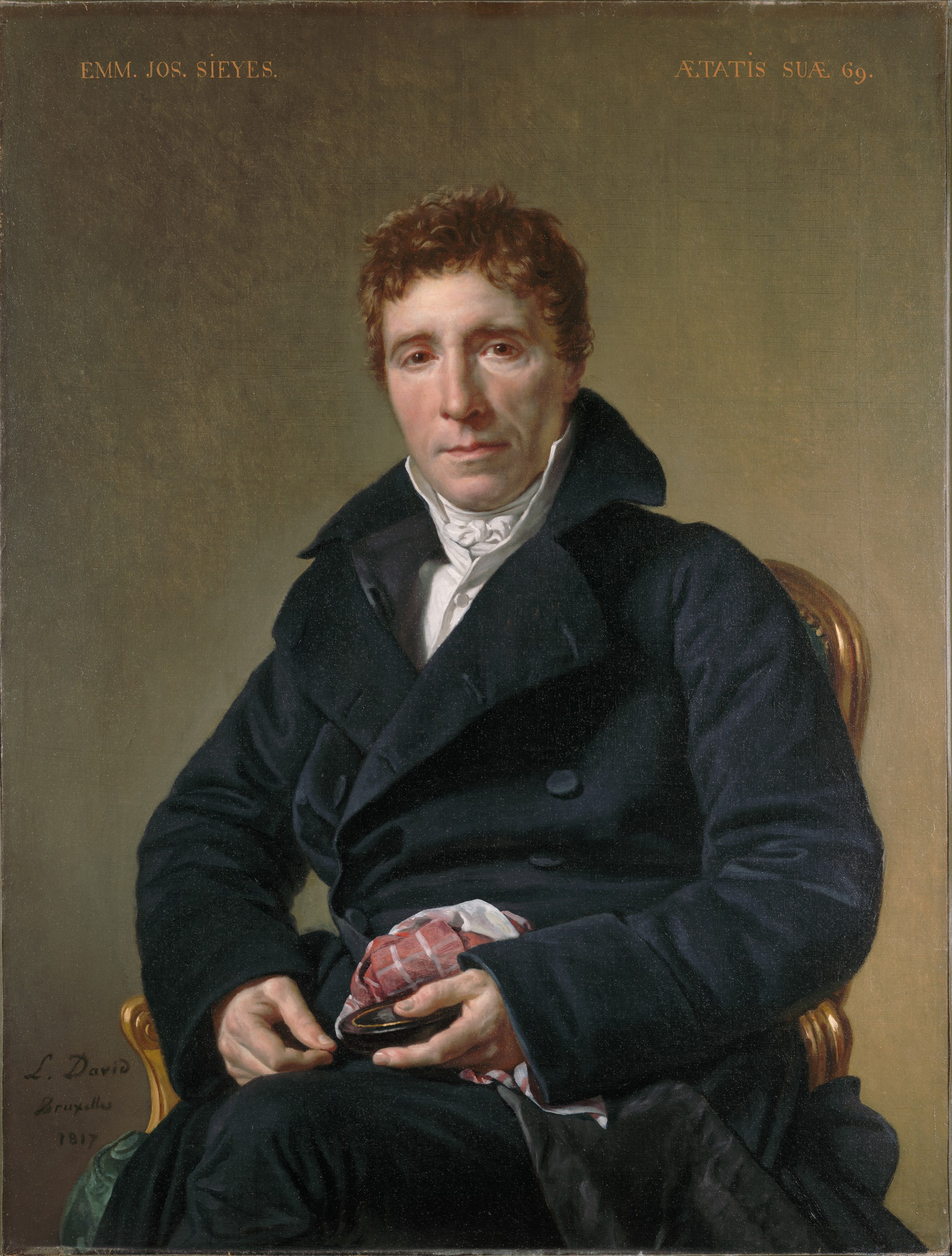
Emmanuel Joseph Sieyès.
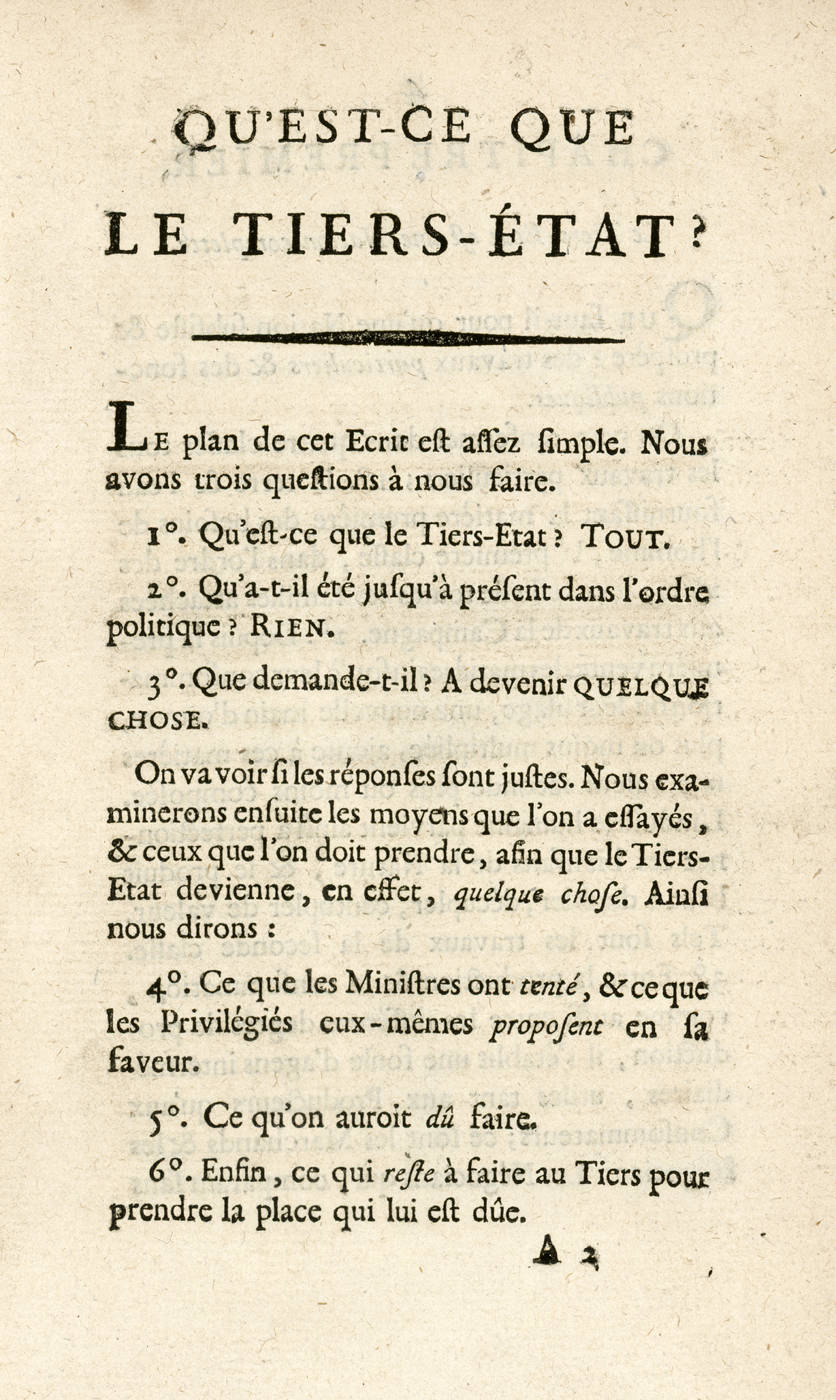
Qu'est-ce que le Tiers État?, de Sieyès, 1789.
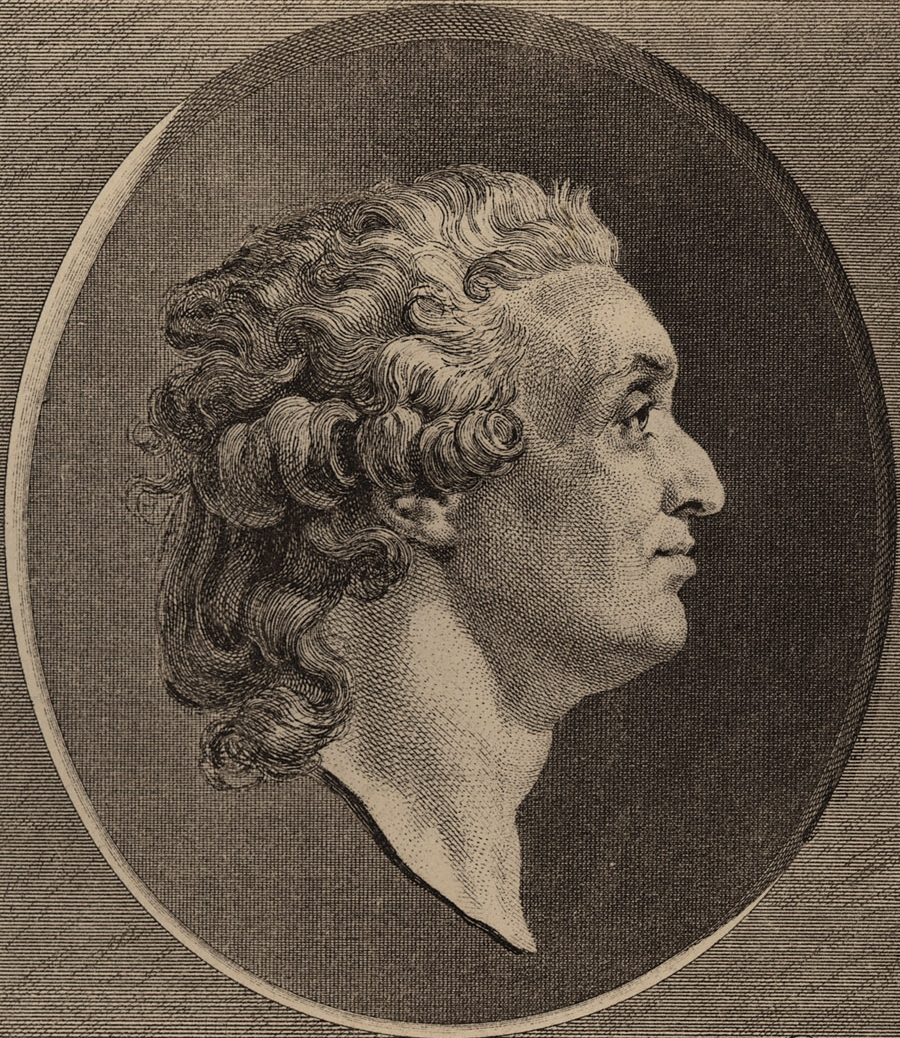
Nicolas de Condorcet.

Entre las circunstancias felices que favorecieron todavía el establecimiento y aseguran el mantenimiento de la República democrática en los Estados Unidos, la primera en importancia es la elección del país mismo que los norteamericanos habitan. Sus padres les dieron el amor a la igualdad y a la libertad. Pero fue Dios mismo quien, al entregarles un continente sin límites, les concedió los medios de permanecer largo tiempo libres e iguales. El bienestar general favorece la estabilidad de todos los gobiernos, pero particularmente del gobierno democrático, que descansa en las disposiciones de la mayoría y sobre todo en las de aquellos que están más expuestos a las necesidades. Cuando el pueblo gobierna, es necesario que sea feliz para que no desquicie el Estado. Ahora bien, las causas materiales e independientes de las leyes que pueden producir el bienestar son más numerosas en Norteamérica que lo han sido en ningún país del mundo, en ninguna época de la historia. En los Estados Unidos, no solamente la legislación es democrática, sino que la naturaleza misma trabaja para el pueblo.
Alexis de Tocqueville, La democracia en América, capítulo 9.

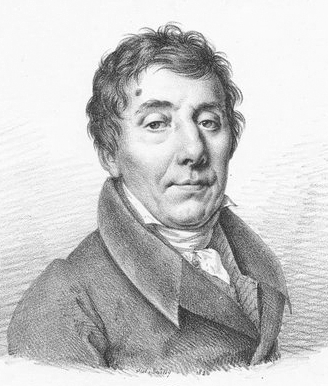
Louis de Bonald.
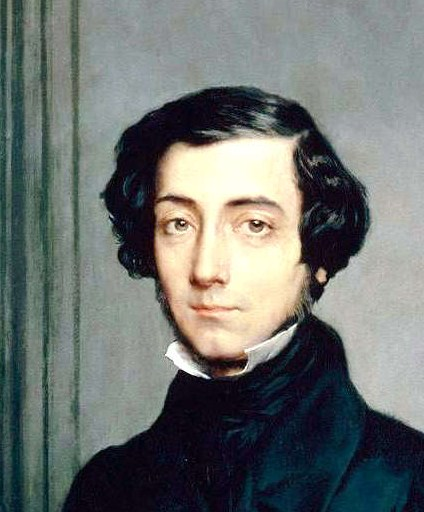
Alexis de Tocqueville.
- Portada de De la démocratie en Amérique, de Tocqueville (segunda edición, 1848).
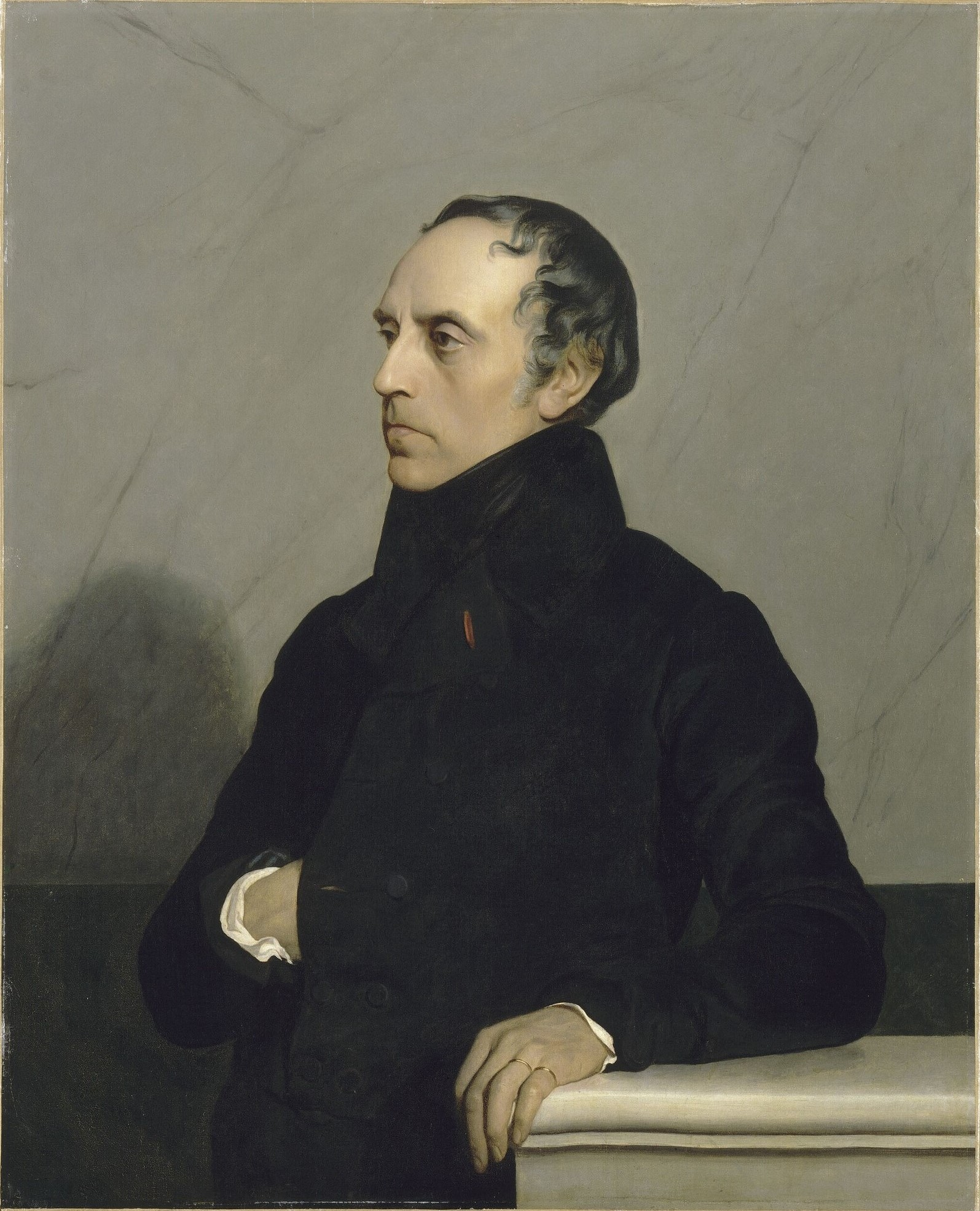
François Guizot.
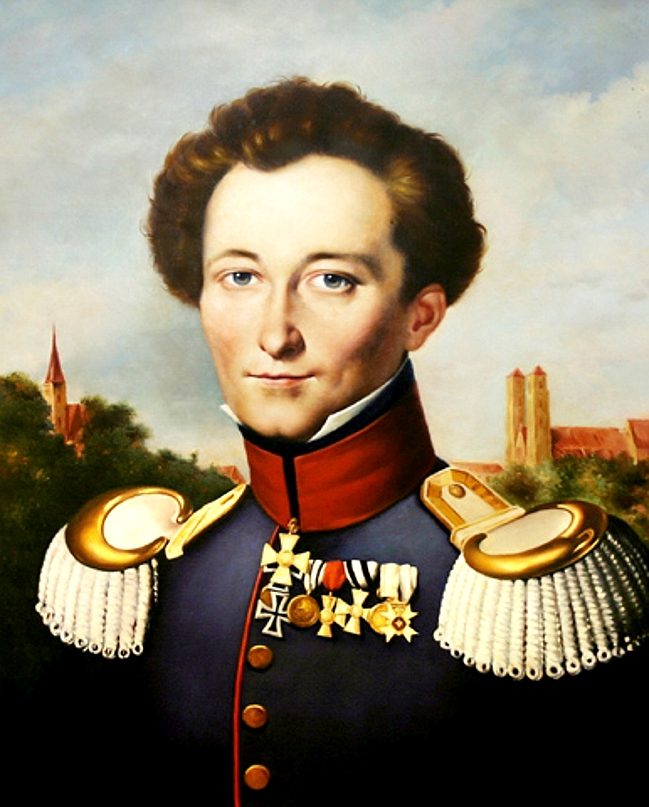
Carl von Clausewitz.

La guerra no es simplemente un acto político, sino un verdadero instrumento político, una continuación de las relaciones políticas, una gestión de las mismas con otros medios (...) La guerra no es sino la continuación de las transacciones políticas, llevando consigo la mezcla de otros medios. Decimos la mezcla de otros medios, para indicar que este comercio político no termina por la intervención de la guerra.
Carl von Clausewitz, De la guerra.

La política es la ciencia de la libertad.
Pierre-Joseph Proudhon, ¿Qué es la propiedad?, 1840.

La existencia de la nación es un plebiscito cotidiano.
Ernest Renan.

La Revolución industrial hace surgir un nuevo agente social, el proletariado, que genera a través de los ideólogos del movimiento obrero un cuerpo doctrinal en el que la reflexión política tiene una parte importante (socialismo, comunismo o anarquismo en sus múltiples subdivisiones -utópico y científico, marxismo y bakuninismo- y revisionismos). La construcción de los estados nacionales generó la aparición de justificaciones doctrinales de distintos tipos de nacionalismo (Fichte, Mazzini, Renan).

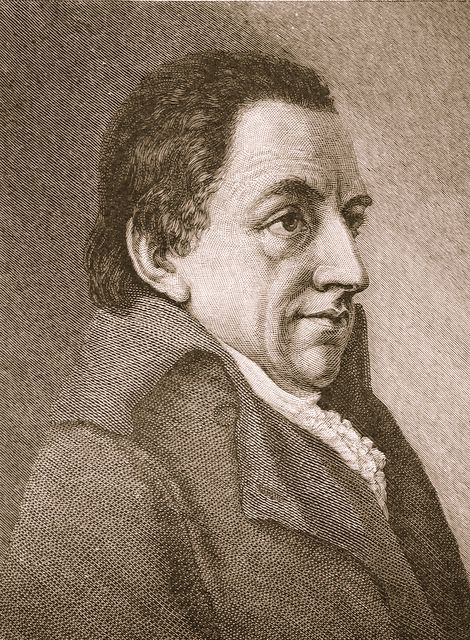
Johann Gottlieb Fichte.
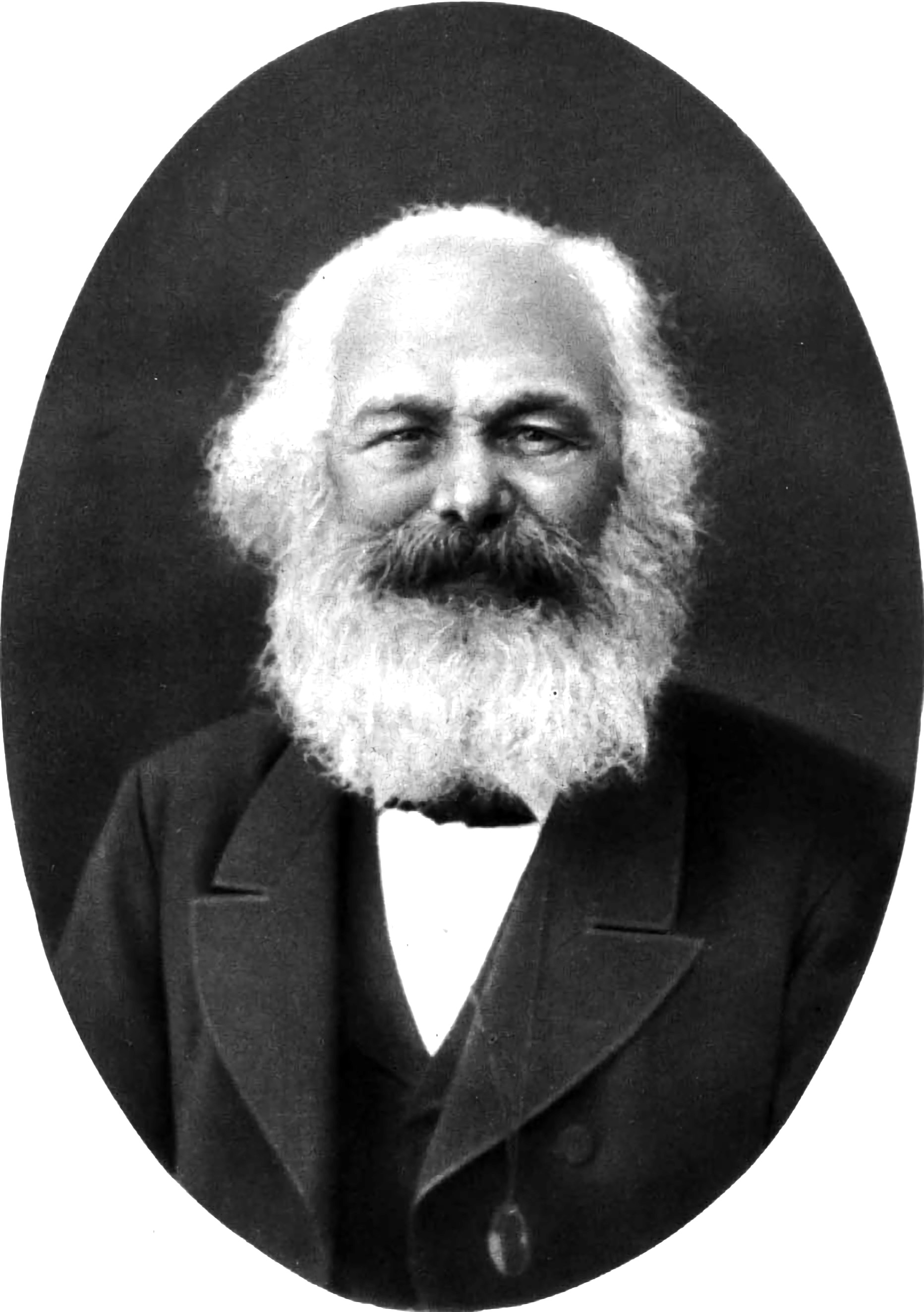
Karl Marx.
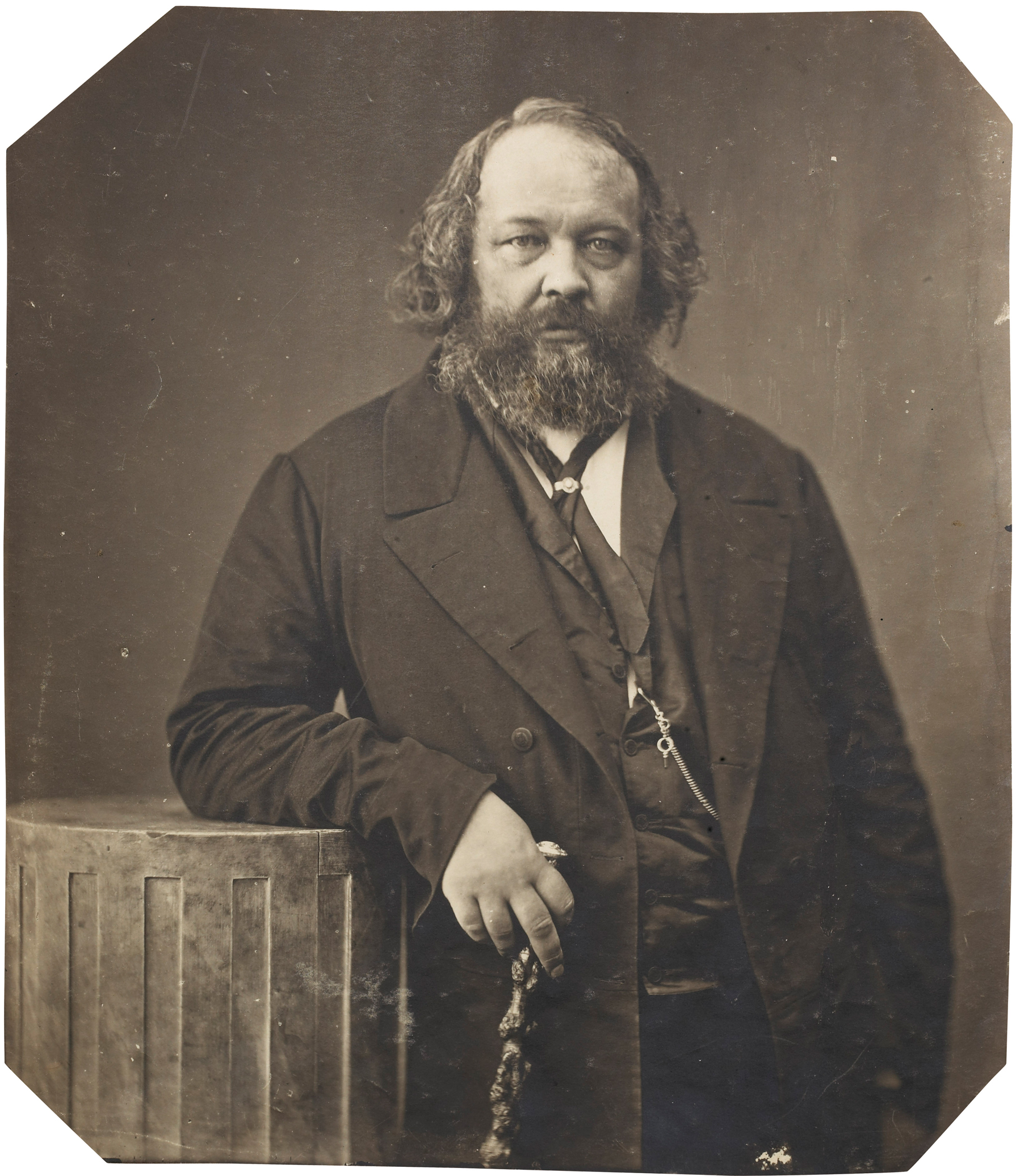
Mijaíl Bakunin.
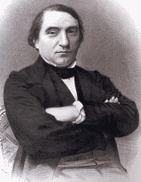
Ernest Renan.

El siglo XX vio cómo surgían, en el convulso periodo de entreguerras, las ideologías totalitarias: comunismo y fascismo (concretamente fue el nazismo alemán el que, comparado con el estalinismo soviético, definió el concepto, mientras que otros tipos de regímenes dictatoriales o el denominado fascismo clerical se han definido como autoritarismos); y sus nuevos oponentes: la socialdemocracia y la democracia cristiana (herederos de tradiciones políticas y doctrinales del siglo XIX). Los movimientos descolonizadores y antiimperialistas de las décadas centrales del siglo XX tuvieron en el tercermundismo su doctrina justificadora. A finales del siglo XX, la caída del bloque soviético pareció significar el triunfo a nivel global (globalización) del neoconservadurismo y el neoliberalismo (convergentes a pesar de la oposición terminológica de sus denominaciones); mientras que en el mundo musulmán resurgía el islamismo y el fundamentalismo islámico.